# Titanic (film, 1997)
Vous lisez un « article de qualité » labellisé en 2009.
Pour les articles homonymes, voir Titanic (homonymie).
Pour plus de détails, voir Fiche technique et Distribution.
Titanic est un film dramatique américain écrit, produit et réalisé par James Cameron, sorti en 1997.
Intégrant à la fois des aspects historiques et fictifs, le film est basé sur le récit du naufrage du RMS Titanic et met en vedette Leonardo DiCaprio et Kate Winslet.
Il raconte l'histoire fictive de deux jeunes passagers du paquebot Titanic en avril 1912. L'une, Rose, est une passagère de première classe qui tente de se suicider pour se libérer des contraintes imposées par son entourage, et le second, Jack, un artiste pauvre, est embarqué à la dernière minute en troisième classe pour retourner aux États-Unis. Ils se rencontrent par hasard lors de la tentative de suicide de Rose et vivent une histoire d'amour vite troublée par le naufrage du navire.
Le cadre du film, une reconstitution fidèle du naufrage, a été mis au point avec l'aide de deux historiens, Don Lynch et Ken Marschall. Le tournage a nécessité la construction d'une maquette quasi grandeur nature du paquebot, des expéditions sur l'épave et de nombreux effets spéciaux, notamment numériques. Le film a entraîné un regain d'intérêt notable pour l'histoire du véritable Titanic qui s'est traduit par la publication ou la réédition de nombreux ouvrages sur le sujet.
Le film devient un phénomène culturel à travers le monde et reste pendant une période record de douze ans le plus grand succès de l'histoire du cinéma au box-office mondial, avec des recettes aux environs de 1,8 milliard de dollars (2,263 milliards avec les reprises) dans le monde entier. Il tient ce record pendant plus d'une décennie, jusqu'en 2010, lorsque le même réalisateur James Cameron le dépasse avec Avatar. Il a aussi égalé le record de onze Oscars en 1998, dont ceux du meilleur film et du meilleur réalisateur. Aux États-Unis, le film totalise plus de 135 millions d’entrées. En France, le film cumule un total de près de 20,7 millions de spectateurs (22,2 millions d'entrées avec les reprises), plaçant le film en tête du box-office français de tous les temps.
Le film revient dans les salles de cinéma le 4 avril 2012, adapté en 3D, à l'occasion du centenaire du naufrage du Titanic, ainsi qu'en 2023 pour ses 25 ans. Il est le quatrième plus grand succès du box office mondial en 2024.

## Synopsis

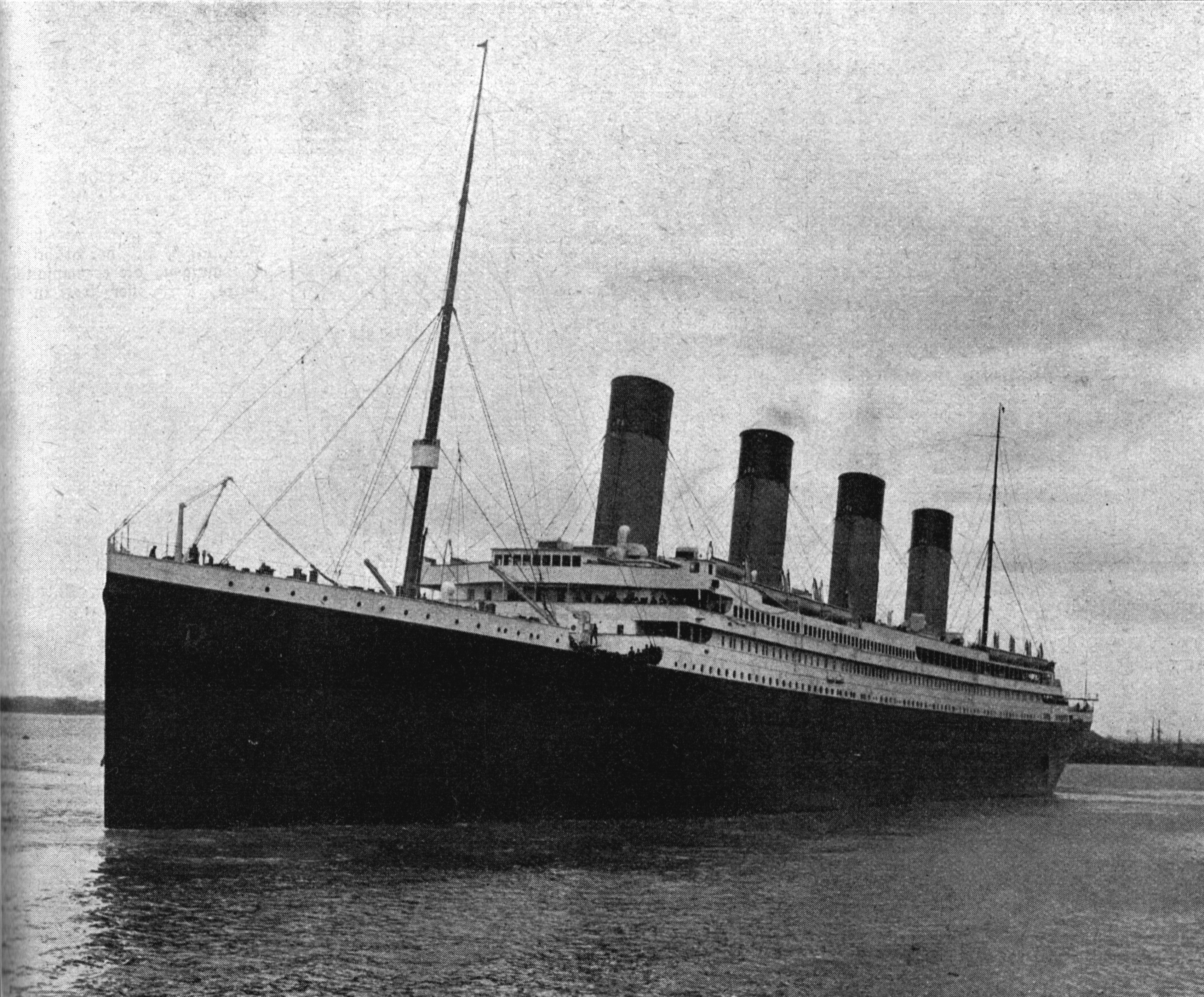
Le Titanic est le lieu central de l'action.

En septembre 1996, Brock Lovett est le coordinateur d'une équipe qui fouille méticuleusement l'épave du célèbre Titanic, paquebot géant réputé insubmersible qui connut pourtant un destin tragique. Lovett espère mettre la main sur le Cœur de l'Océan, un collier de diamants unique à la valeur inestimable, porté par Louis XVI, dont la découverte lui apporterait la gloire (ce bijou, en réalité fictif, est inspiré du diamant bleu de la Couronne). Lors de sa sixième plongée en sous-marin, il remonte des profondeurs un coffre-fort dont il espère qu'il contient le précieux objet. Mais il n'y trouve que quelques vieux billets de banque et un dessin représentant une jeune femme nue portant le fameux bijou en pendentif.
À des milliers de kilomètres de là, une vieille dame, Rose Calvert, découvre ce dessin sur l'écran de son téléviseur. Elle contacte Lovett et lui affirme qu'elle est la jeune femme en question. Étant l'une des rares personnes à avoir survécu au naufrage du Titanic encore en vie, elle est amenée sur le bateau de l'équipe de Lovett et leur raconte la croisière inaugurale du paquebot, son naufrage, ainsi que l'histoire d'amour qu'elle a vécue avec Jack Dawson, un artiste voyageant en troisième classe.
Le 10 avril 1912, Rose embarque sur le Titanic à Southampton avec sa mère, Ruth DeWitt Bukater, son fiancé, Caledon Hockley, et leurs domestiques. Pendant ce temps, dans un pub du port, quatre hommes disputent une partie de poker, dont l'enjeu final devient les deux billets de traversée de 3e classe à bord du Titanic. En remportant la partie, Jack et Fabrizio (son ami, un immigrant Italien) embarquent in extremis sur le paquebot. La limite du temps imparti pour pouvoir embarquer fait qu'ils ne passent pas par le contrôle sanitaire et ne sont pas enregistrés sur la liste des passagers.
Alors que commence la traversée, Rose se sent de plus en plus oppressée, piégée par les codes rigides d'une haute société régie par les apparences (financières, comportementales et culturelles). Elle éprouve une profonde aversion à devoir épouser un homme qu'elle n'aime pas simplement parce qu'il est riche et pourra éponger les dettes de sa famille. Finalement, le soir du vendredi 12 avril, après un dîner où elle a de nouveau été totalement ignorée de tous, elle se rend jusqu'à la poupe du navire. Jack, qui flânait sur le pont et regardant le ciel étoilé, l'aperçoit courir en larmes près de lui. Il est curieux et décide de l'approcher. Il va commencer à se dévêtir, paré à plonger derrière Rose pour la secourir si celle-ci se laisse chuter. La jeune femme finit par renoncer à son funeste projet, mais elle glisse sur un tissu en voulant réemjamber le bastingage. Elle se retrouve suspendue dans le vide au-dessus des eaux noires et glaciales de l'Atlantique nord. En la retenant par une unique main, Jack finit par la remonter et la faire basculer sur le pont jusqu'à s'affaler l'un sur l'autre. Des matelots alertés par les cris accourent pour voir ce qu'il se passe et les découvrent allongés au sol. Rose est tremblante de frayeur, sa robe est déchirée, et voyant que le jeune homme a ôté une partie de ses vêtements les marins pensent à une tentative de viol et menottent aussitôt Jack, rudement. Mais Rose le défend, en expliquant qu'il l'a sauvée d'un accident alors qu'elle avait glissé de la rambarde en essayant d'apercevoir les hélices du navire. Après un questionnement brusque et un silence gêné, Jack confirme ses dires, en passant volontairement sous silence le fait qu'elle tentait initialement de mettre fin à ses jours. Cal et d'autres passagers, qui sont arrivés sur les lieux entretemps, pérorent puis décident d'inviter Jack à dîner avec eux en première classe pour le remercier. À l'écart des autres, Lovejoy, le valet de Cal, s'étonne auprès de Jack que celui-ci ait les lacets défaits, sous-entendant qu'il avait prévu de quitter ses chaussures pour un sauvetage, soi-disant instantané et improvisé, et lui laisse donc entendre qu'il a compris que quelque chose d'autre s'est passé entre eux.

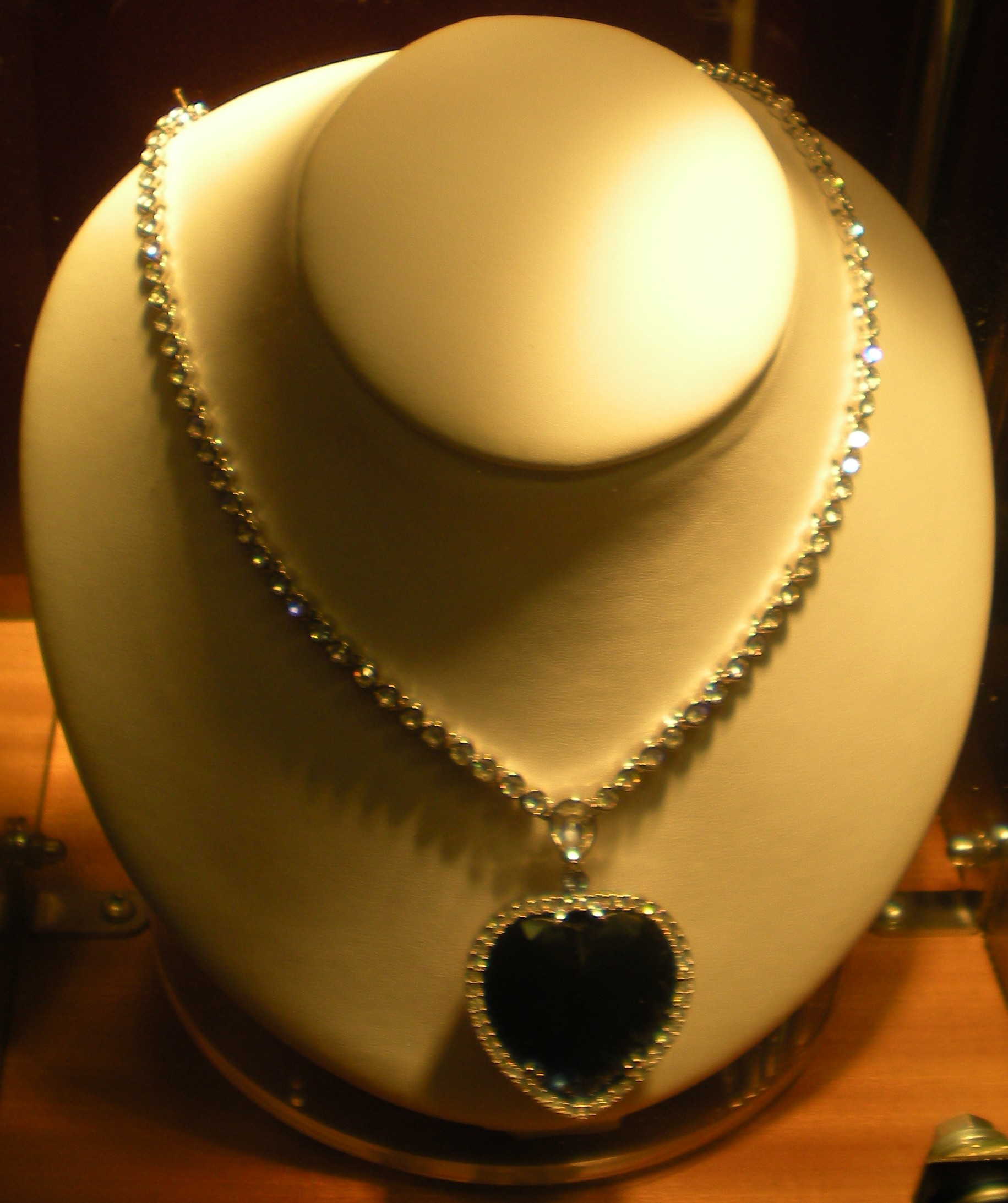
Reproduction du Cœur de l'Océan, bijou au centre de l'action du film.

Le lendemain, samedi 13 avril, Jack et Rose passent la journée ensemble sur le pont du Titanic, discutant de leur vie. Rose envie la créativité de Jack, son indépendance, sa liberté d'esprit et son absence d'attaches. Avec l'aide de Margaret « Molly » Brown, qui a conscience du panier de crabe de la haute société, Jack réussit à se rendre présentable avec des vêtements de qualité pour le dîner. La plupart des invités se montrent polis, presque amicaux, à l'exception de Ruth et de Cal qui n'affichent que du mépris à son égard. Il est également présenté à de riches passagers, comme le milliardaire John Jacob Astor et sa jeune épouse Madeleine. Après le repas, Jack invite Rose à une fête en troisième classe, sans savoir qu'ils sont épiés par le valet de Cal, Lovejoy.
Le matin suivant, dimanche 14 avril, Cal s'emporte contre Rose et la sermonne sur ce qu'une bonne future épouse se doit d'être à ses yeux. Ruth exprime également ses craintes à sa fille : si le mariage n'a pas lieu, leur famille ruinée perdra estime et biens matériels. Rose décide donc de se sacrifier pour le bien de sa mère. Jack s'introduit frauduleusement en première classe pour la raisonner, mais en vain : Rose refuse. Ce n'est qu'au coucher du soleil qu'elle se décide à le rejoindre et à quitter le carcan dû à son rang. Elle demande à Jack de la dessiner nue, ne portant que le Cœur de l'Océan offert peu de temps avant par Cal. Après s'être exécuté, Jack et Rose sont obligés de fuir Lovejoy, se réfugiant dans les salles des chaudières puis dans la cale, où ils font l'amour à l'intérieur d'une Renault 1912. Peu après être ressortis sur le pont, ils assistent à la collision du Titanic avec un iceberg.
Rose et Jack décident d'aller prévenir Ruth et Cal qu'un incident s'est produit, et retournent à la cabine de Rose, mais en chemin, Lovejoy glisse le bijou dans la poche de Jack, qui est accusé du vol et enfermé dans le bureau du maître d'armes. Rose, mise au courant de la gravité de la situation par le concepteur du navire, Thomas Andrews, se prépare à monter dans un canot avec sa mère. Comprenant le coup monté, elle change d'avis au dernier moment et se précipite au secours de Jack, qu'elle finit par libérer en tranchant ses menottes à l'aide d'une hache, alors qu'il est attaché à une tuyauterie, dans une cellule où l'eau leur arrive déjà à mi-cuisses. Après sa libération, tous deux réussissent à gagner le pont des embarcations, non sans peine, car les grilles obstruant les ponts inférieurs, des 3e classe, sont toutes fermées par un équipage très zélé et pas encore conscient de la gravité de la situation.

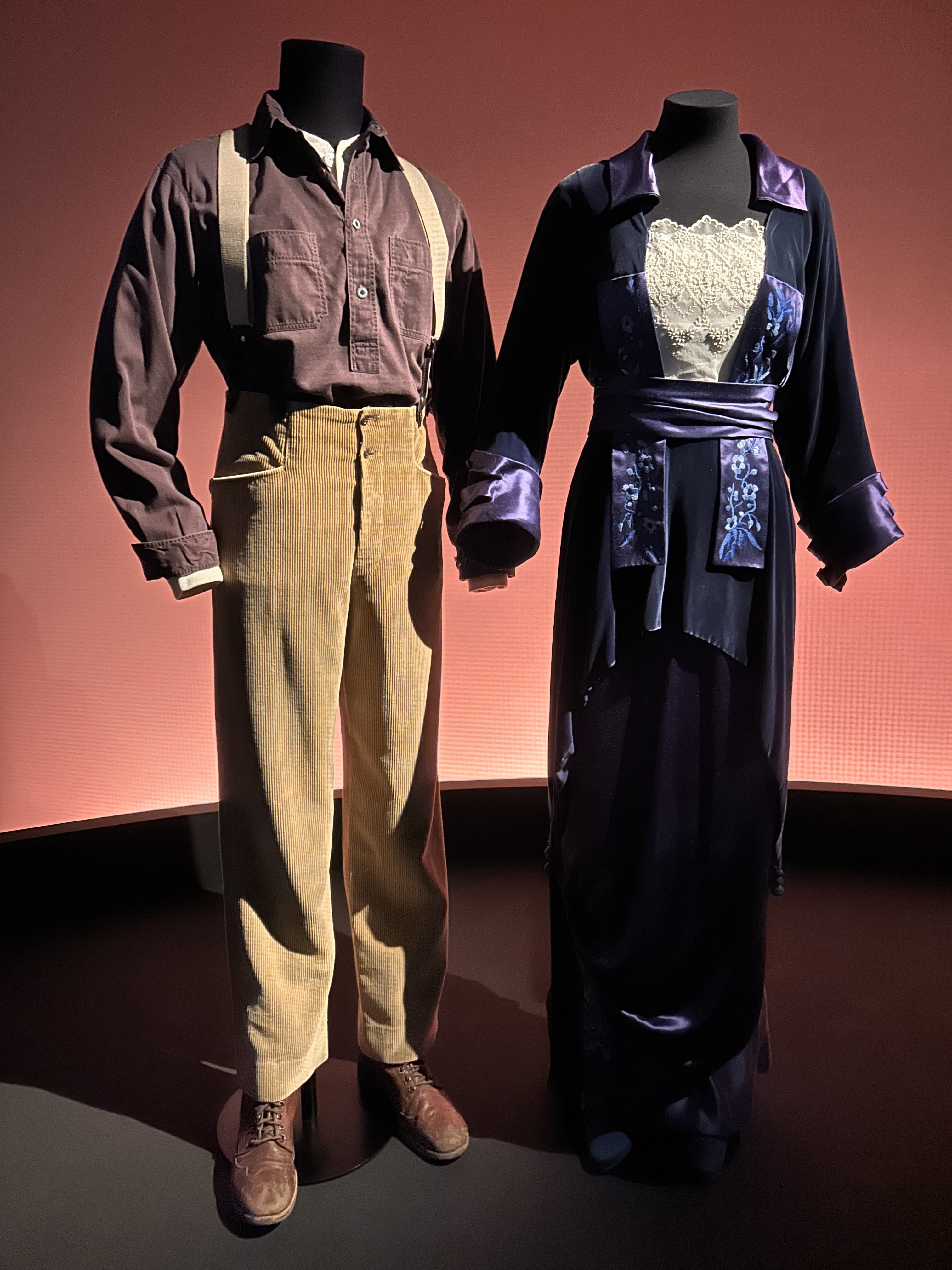
Costumes portés par Leonardo DiCaprio et Kate Winslet dans les rôles de Jack Dawson et Rose DeWitt.

Jack et Cal persuadent ensuite Rose de monter dans un canot, Cal avouant avoir négocié un arrangement avec le premier officier William Murdoch de l'autre côté du navire, et faisant croire à Rose que Jack en profitera également. Mais, alors que sa chaloupe descend le long de la coque, sous le regard de Jack et Cal, Rose s'en enfuit en rejoignant de nouveau le navire au niveau du pont intermédiaire, préférant partager le sort de Jack que risquer de revenir à sa vie d'avant. S'ensuit une poursuite à l'intérieur du Titanic, où Cal n'hésite pas à faire feu à de nombreuses reprises sur le jeune couple, avec l'arme de main qu'il a arraché à son majordome. Finalement, celui-ci abandonne pour sauver sa propre vie, alors que l'eau glacée de l'Atlantique lui arrive déjà au niveau de la taille, dans la salle de réception des 1re classes au pont D, et remonte sur le pont après avoir constaté avec effroi que son manteau, qu'il avait donné à Rose pour la réchauffer avant qu'elle n'embarque dans la chaloupe, contenait dans une poche le Cœur de l'Océan. Pressé d'être évacué, alors que seuls les femmes et les enfants y ont droit, et au vu du peu de places disponibles dans les embarcations de secours, il rappelle son engagement à l'officier auquel il a donné une grosse somme d'argent. Mais dans la panique, et face à la situation dramatique que prennent les événements, l'homme lui jette ses billets au visage, et après avoir tué deux passagers dans une foule qu'il n'arrive plus à contenir, dont Tommy, l'ami irlandais que Jack et Fabrizio ont rencontré sur le navire, il se suicide. Cal s'empare alors d'une fillette et l'utilise comme prétexte pour embarquer sur un des derniers canots, faisant croire qu'il s'agit de sa fille.
Jack et Rose, après avoir fui Cal, doivent remonter vers les ponts supérieurs. Ils traversent à nouveau les couloirs inondés du navire, échappant de peu à la noyade, jusqu’à rencontrer Andrews dans le fumoir (celui-ci se culpabilisant de ne pas avoir conçu le bateau contre un naufrage aussi rapide a décidé de sombrer avec le paquebot). Ils sont finalement contraints de se réfugier sur le pont arrière qui se révèle de plus en plus occupé, à mesure que la proue s'enfonce dans les eaux. Pendant ce temps, Fabrizio, qui a chuté dans l'eau après avoir héroïquement sectionné un bout de cordage coincé dans un bossoir et qui entravait la libération d'un canot, est tué par la chute de la première cheminée du paquebot. Lorsque le navire se brise en deux, Jack emmène Rose tout à l'arrière de la poupe du navire, derrière le bastingage, « là où ils se sont rencontrés pour la première fois », avant que la partie arrière du navire ne se dresse à la verticale puis finisse par sombrer. Les deux amants se retrouvent alors dans l'eau glacée et trouvent pour refuge une pièce de boiserie. Seule Rose peut y prendre place sans la faire couler. Pour la sauver, Jack accepte alors son sort en restant dans une eau d'à peine 1 degré, sachant qu'il n'a plus aucune chance de survie. Comme la majorité des 1 500 victimes de la catastrophe, il finit par mourir d'hypothermie.
Face à la promesse de survivre, pour lui, qu'elle vient de faire à Jack, Rose fournit ensuite un dernier effort en évacuant, à la nage, sa planche de bois jusqu'au cadavre flottant d'un matelot ayant un sifflet. Elle réussit alors à signaler sa présence au canot de l'officier Harold Lowe, venu rechercher d'éventuels survivants. Avec les rescapés du naufrage, elle est, au petit matin du 15 avril, prise en charge à bord du Carpathia, où elle prend soin de se cacher de Cal qui la recherche dans la foule des survivants, pendant la fin de traversée. À son arrivée à New York le 18 avril, elle donne pour nom à l'homme qui établit une liste de rescapés « Rose Dawson », et ne redonne plus jamais signe de vie à sa mère.
De retour en 1996, Rose, dont on découvre via de nombreuses photos qu'elle a eu une vie de femme très libre et indépendante, conclut son histoire, expliquant que Cal, à sa connaissance, s'est suicidé pendant la Grande Dépression, nul ne sachant ce qu'il était advenu du Cœur de l'Océan. Mais Brock Lovett déclare avoir enfin compris le sens de l'histoire du Titanic. La nuit venue, Rose se rend sur la rambarde du navire scientifique et, au-dessus des flots, dévoile dans sa main le bijou. Une analepse révèle au spectateur comment, à son arrivée à New York, elle l'a découvert dans la poche de son manteau. Avec un long sourire, elle jette alors le bijou dans l'Atlantique afin qu'il rejoigne la sépulture du Titanic. La fin du film peut être interprétée de différentes manières : Rose s'endort ou meurt dans sa cabine et dans son rêve, à moins qu'il ne s'agisse de l'au-delà, elle rejoint Jack et beaucoup des passagers disparus dans le naufrage du navire réunis dans le Grand Escalier du Titanic pour un baiser final et émouvant.

## Fin alternative
Les scènes coupées du film, présentes dans les éditions spéciale et collector en DVD ainsi que dans les versions Blu-ray, comprennent notamment une fin alternative, qui n'est autre que la fin prévue dans le script d'origine du film.
Dans celle-ci, après que Rose a fini de raconter son histoire et que les sous-marins sont remontés à la surface, une fête est organisée sur le Keldych. Lizzy cherche de son côté sa grand-mère et tombe sur Brock Lovett, entamant une discussion sur son nouveau regard vis-à-vis de la tragédie du Titanic. Entretemps, Rose s'approche de la poupe du bateau avec l'intention de jeter le Cœur de l'Océan par-dessus bord ; sa petite-fille l'aperçoit alors en train de monter sur la barrière de sécurité. Pensant sa vie en danger, Lizzy et Brock la rejoignent et ce dernier se rend compte que Rose était en possession du bijou depuis le début. Le chercheur veut la convaincre de le garder, mais cette dernière refuse. Dès lors, Brock demande à Rose de lui permettre de le toucher une seule fois. Elle accepte, le met dans sa main mais Brock est tenté de le garder. Rose finit par le convaincre de la laisser jeter le diamant dans l'océan, sous le regard médusé de l'équipage venu voir ce qu'il se passait. Brock finit par éclater de rire et demande alors à Lizzy si elle veut danser. Rose sourit en voyant la scène et lève les yeux au ciel, observant une étoile filante. La scène suivante reprend celle de la version finale du film : Rose s'endort ou meurt dans son lit, au milieu des photographies retraçant sa vie, avant de retourner sur le Titanic et retrouver les passagers disparus, dont Jack.
Certains plans et scènes de cette fin alternative sont utilisés dans la version d'exploitation du film, comme une partie de la discussion entre Brock et Lizzy ou encore Rose s'approchant de l'arrière du bateau, les pieds nus. Cette autre fin, tout comme différentes scènes coupées se déroulant au présent, permettaient de mettre plus en avant l'évolution du personnage de Brock Lovett : d'abord présenté comme un homme cupide et sans scrupules, indifférent à l'histoire tragique du navire et de ses passagers, il comprenait finalement le sens de ce naufrage et le poids des vies perdues, finissant par renoncer à son unique obsession depuis des années : le Cœur de l'Océan.
Par ailleurs, avec deux autres scènes retirées du montage final, cette fin alternative présentait une constante dans le scénario d'origine : l'apparition d'étoiles filantes. Une première étoile filante était visible dans une scène où Jack raccompagnait Rose au pont supérieur après leur soirée en troisième classe, celui-ci lui indiquant que son père lui avait enseigné que ces étoiles représentaient la montée au ciel des âmes. Une deuxième étoile filante devait être perceptible lorsque la jeune femme observe le ciel étoilé, après le naufrage, sur le morceau de bois flottant au milieu des débris et des corps, peu avant qu'elle ne découvre que Jack est décédé. Enfin, la dernière étoile filante est observable dans cette fin alternative.

## Fiche technique
Sauf indication contraire, les informations mentionnées dans cette section peuvent être confirmées par la base de données cinématographiques IMDb,  présente dans la section « Liens externes ».
- Titre original et français : Titanic
- Réalisation et scénario : James Cameron
- Musique : James Horner
- Direction artistique : Martin Laing et Charles Dwight Lee
- Décors : Peter Lamont
- Costumes : Deborah Lynn Scott
- Photographie : Russell Carpenter
- Son : Christopher Boyes
- Montage : Conrad Buff, James Cameron et Richard A. Harris
- Production : James Cameron et Jon Landau (producteurs), Rae Sanchini (no) (producteur délégué), Al Giddings, Grant Hill et Sharon Mann (coproducteurs), Pamela Easley (productrice associée)
- Sociétés de production : 20th Century Fox, Paramount Pictures et Lightstorm Entertainment[6]
- Sociétés de distribution : 20th Century Fox (International), Paramount Pictures (Canada et États-Unis)
- Budget de production : 200 millions de dollars[7]
- Pays de production :  États-Unis
- Langue originale : anglais
- Format[8] : couleur (DeLuxe) — 2,35:1 — 35 mm — son DTS / Dolby Digital / SDDS
- Genres : catastrophe, drame, romance
- Durée : 195 minutes
- Dates de sortie[9] :
  - Japon : 1er novembre 1997 (première mondiale au festival de Tokyo)
  - États-Unis : 14 décembre 1997 (première à Los Angeles) ; 19 décembre 1997 (sortie nationale)
  - Canada : 19 décembre 1997 (sortie nationale) ; 4 avril 2012 (ressortie en 3D)
  - Belgique, France : 7 janvier 1998 (sortie nationale) ; 4 avril 2012 (ressortie en 3D)
  - Suisse romande : 7 janvier 1998
  - Inde : 13 mars 1998

## Distribution

### Personnages fictifs dans le présent (1996)
- Gloria Stuart (VF : Lita Recio ; VQ : Françoise Faucher (Cinéma) et Béatrice Picard (Vidéo)) : Rose Calvert (anciennement DeWitt Bukater puis Dawson), âgée
- Bill Paxton (VF : Bruno Choël ; VQ : Benoit Éthier) : Brock Lovett, le coordinateur de l'équipe de fouille
- Suzy Amis (VF : Julie Dumas ; VQ : Marie-Andrée Corneille) : Lizzy Calvert, la petite-fille de Rose
- Lewis Abernathy (VF : Daniel Lafourcade ; VQ : Alain Zouvi) : Lewis Bodine, le coéquipier de Brock Lovett
- Nicholas Cascone : Bobby Buell, représentant des associés finançant l'expédition
- Anatoly Sagalevich (en) : Anatoly Milkailavich, membre de l'expédition chargé de s'occuper des deux submersibles Mirs

### Personnages fictifs présents à bord du Titanic en 1912
- Leonardo DiCaprio (VF : Damien Witecka ; VQ : Joël Legendre) : Jack Dawson
- Kate Winslet (VF : Anneliese Fromont ; VQ : Christine Bellier) : Rose DeWitt Bukater
- Billy Zane (VF : Pierre Tessier ; VQ : Daniel Picard) : Caledon 'Cal' Hockley, le fiancé de Rose
- Frances Fisher (VF : Anne Rochant ; VQ : Diane Arcand) : Ruth DeWitt Bukater, la mère de Rose
- Danny Nucci (VF : Xavier Béja ; VQ : Gilbert Lachance) : Fabrizio De Rossi, l'ami italien de Jack
- David Warner (VF : Frédéric Cerdal ; VQ : Guy Nadon) : Spicer Lovejoy, le valet et garde du corps de Cal
- Jason Barry (VF : Maël Davan-Soulas ; VQ : François Godin) : Tommy Ryan, le passager de troisième classe qui devient ami avec Jack et Fabrizio
- Amy Gaipa : Trudy Bolt, la domestique de la famille DeWitt Bukater et femme de chambre de Rose
- Camilla Overbye Roos : Helga Dahl, passagère norvégienne de troisième classe qui tombe amoureuse de Fabrizio
- Erik Holland : Olaf Dahl, le père d'Helga
- ? : Mrs. Dahl, la mère d'Helga
- Alexandrea Owens : Cora Cartmell, la petite fille de troisième classe qui sympathise avec Jack
- Rocky Taylor : Bert Cartmell, le père de Cora
- ? : Mrs. Cartmell, la mère de Cora

### Personnages historiques présents à bord du Titanic en 1912
- Kathy Bates (VF : Monique Thierry ; VQ : Claudine Chatel) : Margaret « Molly » Brown
- Victor Garber (VF : Gabriel Le Doze ; VQ : Bernard Fortin) : Thomas Andrews, l'architecte naval
- Bernard Hill (VF : Georges Berthomieu ; VQ : Yves Massicotte) : Edward John Smith, le commandant
- Jonathan Hyde (VF : Pierre Dourlens ; VQ : Vincent Davy) : Joseph Bruce Ismay, le président de la compagnie maritime
- Eric Braeden (VF : Hervé Bellon ; VQ : Luis de Cespedes) : John Jacob Astor IV
- Charlotte Chatton (VF : Kelly Marot) : Madeleine Astor
- Bernard Fox (VF : Yves Barsacq ; VQ : Jean Brousseau) : Archibald Gracie, le colonel
- Michael Ensign (VQ : Hubert Fielden) : Benjamin Guggenheim
- Chris Cragnotti : Victor Giglio, le valet personnel de Benjamin Guggenheim
- Fannie Brett: Léontine Aubart
- Jonathan Evans-Jones (VQ : Jean-Luc Montminy) : Wallace Hartley, violoniste
- Lorenz Hasler : Georges Krins, violoniste
- Béla Szedlák : Fred Clarke, contrebassiste
- Mark Lindsay Chapman (VF : Ludovic Baugin ; VQ : Denis Roy) : Henry Wilde, le commandant en second
- Ewan Stewart (VF : François Dunoyer ; VQ : Mario Desmarais) : William Murdoch, le premier officier
- Jonathan Phillips (VF : Thierry Wermuth ; VQ : Pierre Auger) : Charles Lightoller, l'officier en second
- Kevin De La Noy : Herbert Pitman, le troisième officier
- Simon Crane : Joseph Boxhall, le quatrième officier
- Ioan Gruffudd (VF : William Coryn ; VQ : James Hyndman) : Harold Lowe , le cinquième officier
- Edward Fletcher (VQ : Hugolin Chevrette-Landesque) : James Moody, le sixième officier
- James Lancaster (VF : Philippe Peythieu ; VQ : Jean-Marie Moncelet) : Thomas Byles, le Père
- Lew Palter : Isidor Straus
- Elsa Raven : Ida Straus
- Martin Jarvis : Cosmo Edmund Duff Gordon
- Rosalind Ayres : Lucy Christina Duff Gordon
- Rochelle Rose : Lucy Noël, comtesse de Rothes
- Tricia O'Neil: Gladys Cherry (la cousine de la comtesse de Rothes)
- Scott G. Anderson (VF : Marc Perez ; VQ : Olivier Fontaine) : Frederick Fleet, le veilleur
- Paul Brightwell (VQ : Éric Gaudry) : Robert Hichens, le quartier-maître
- Martin East (VF : Philippe Bozo ; VQ : Sylvain Hétu) : Reginald Lee, le veilleur
- Gregory Cooke (VF : Éric Missoffe) : Jack Phillips, le radiotélégraphiste
- Craig Kelly (VF : Yann Le Madic ; VQ : François L'Écuyer) : Harold Bride, l'opérateur radio
- Liam Tuohy : Charles Joughin, le chef boulanger
- Terry Forrestal (VQ : Alain Gélinas) : Joseph Bell (en), le chef mécanicien
- Ron Donachie : Thomas King, le capitaine d'armes
- Richard Ashton : John Hutchinson, le charpentier
- Derek Lea : Frederick Barrett, le chef de chauffe
- Sean Nepita : Alfred John Moffett King, le liftier
- Brian McDermott : Thomas McCauley, l'instructeur de gymnastique
- Van Ling : Masabumi Hosono, passager japonais de troisième classe, seule personne asiatique présente à bord

 Source et légende : version française (VF) sur RS Doublage. Version québécoise (VQ) sur Doublage Québec

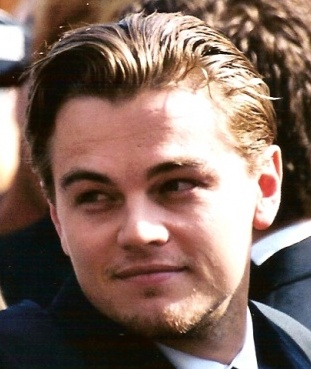
Leonardo DiCaprio en 2002.
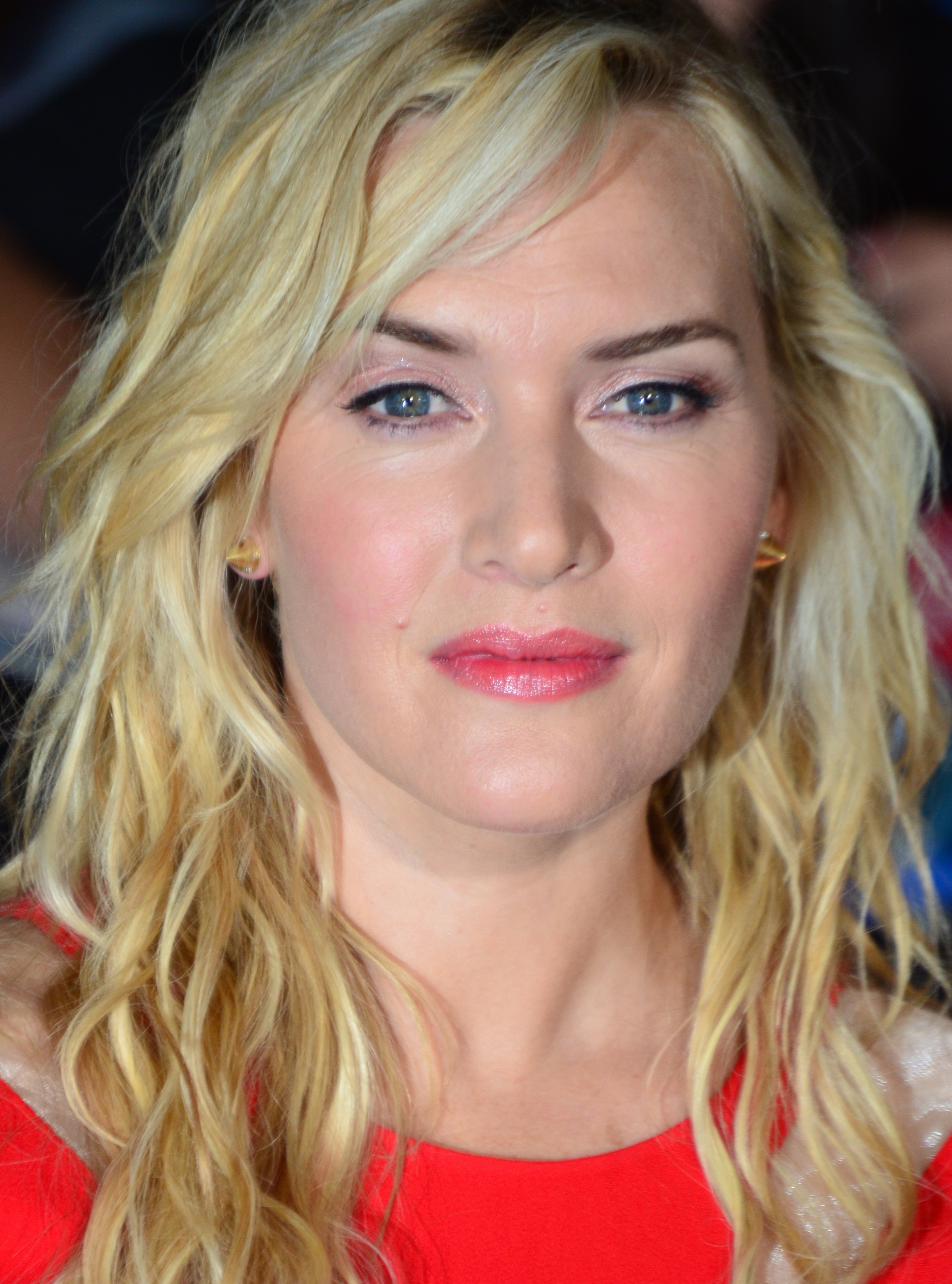
Kate Winslet en 2014.
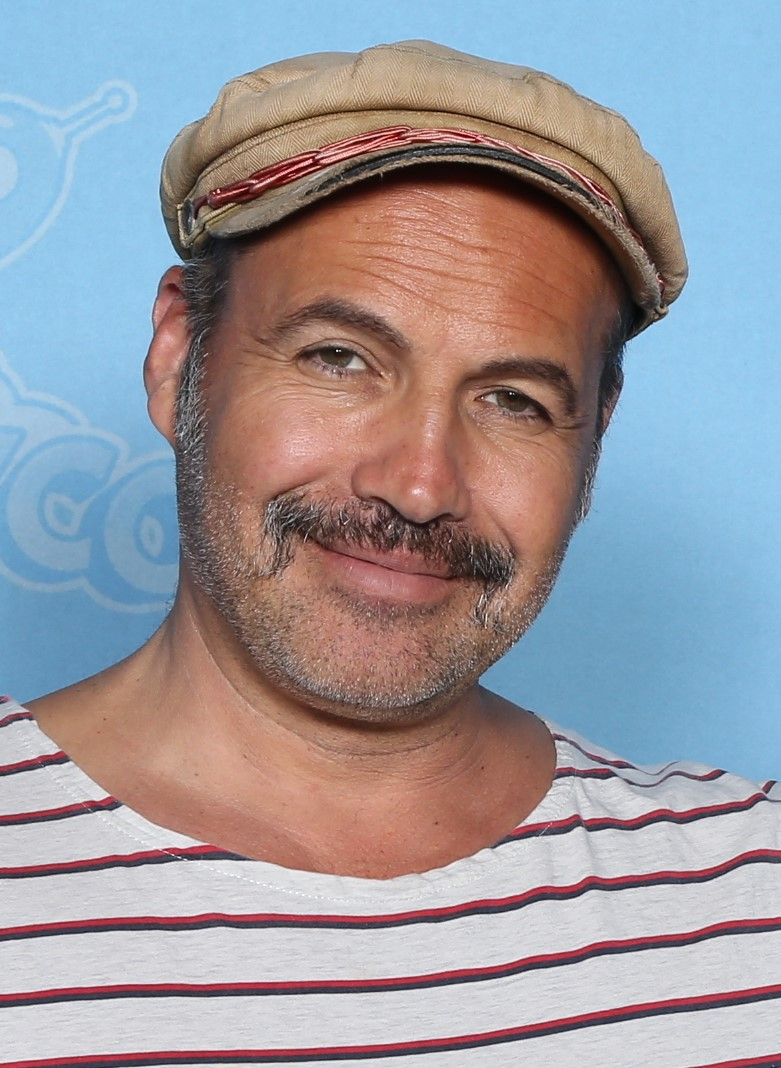
Billy Zane en 2019.
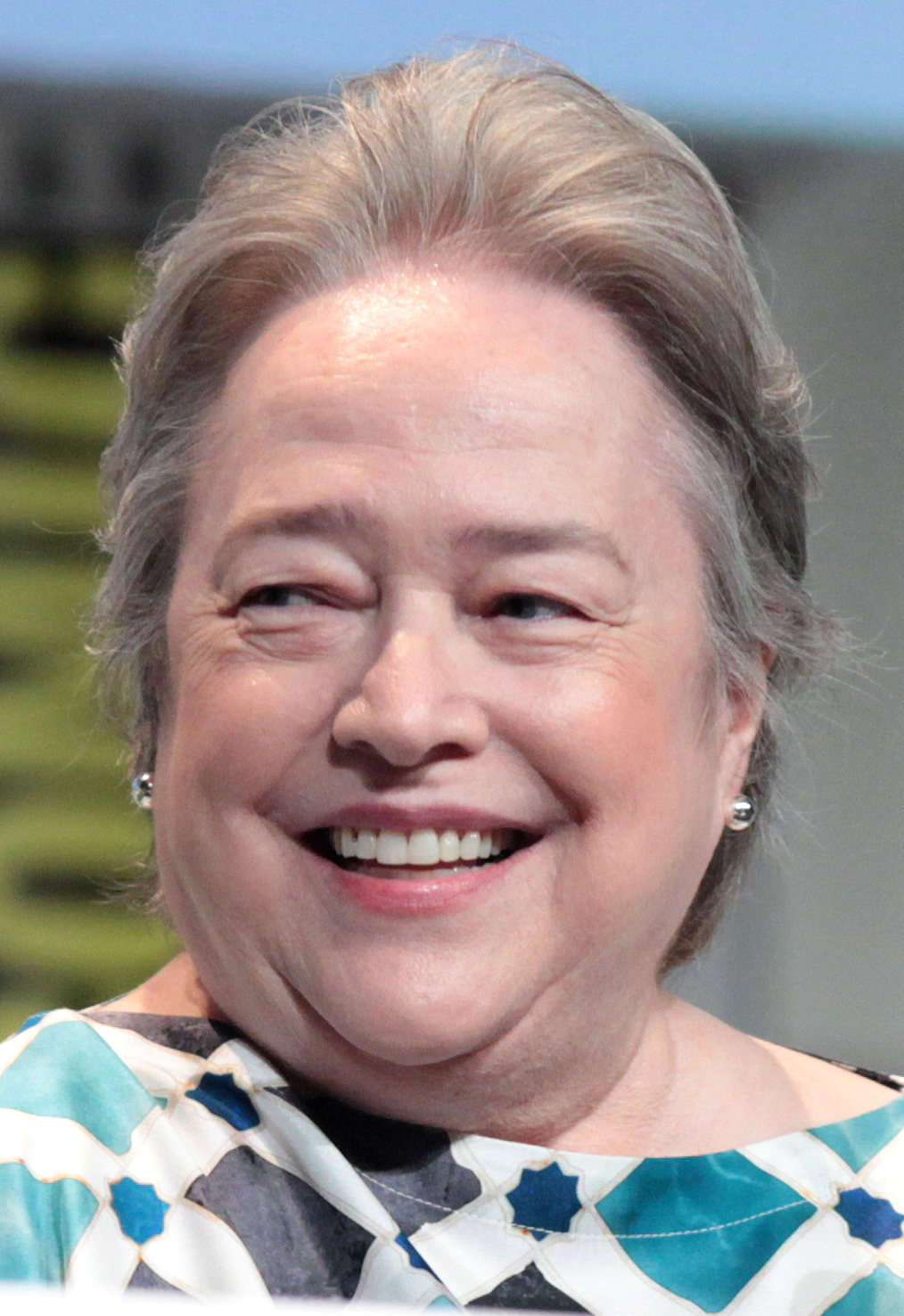
Kathy Bates en 2015.
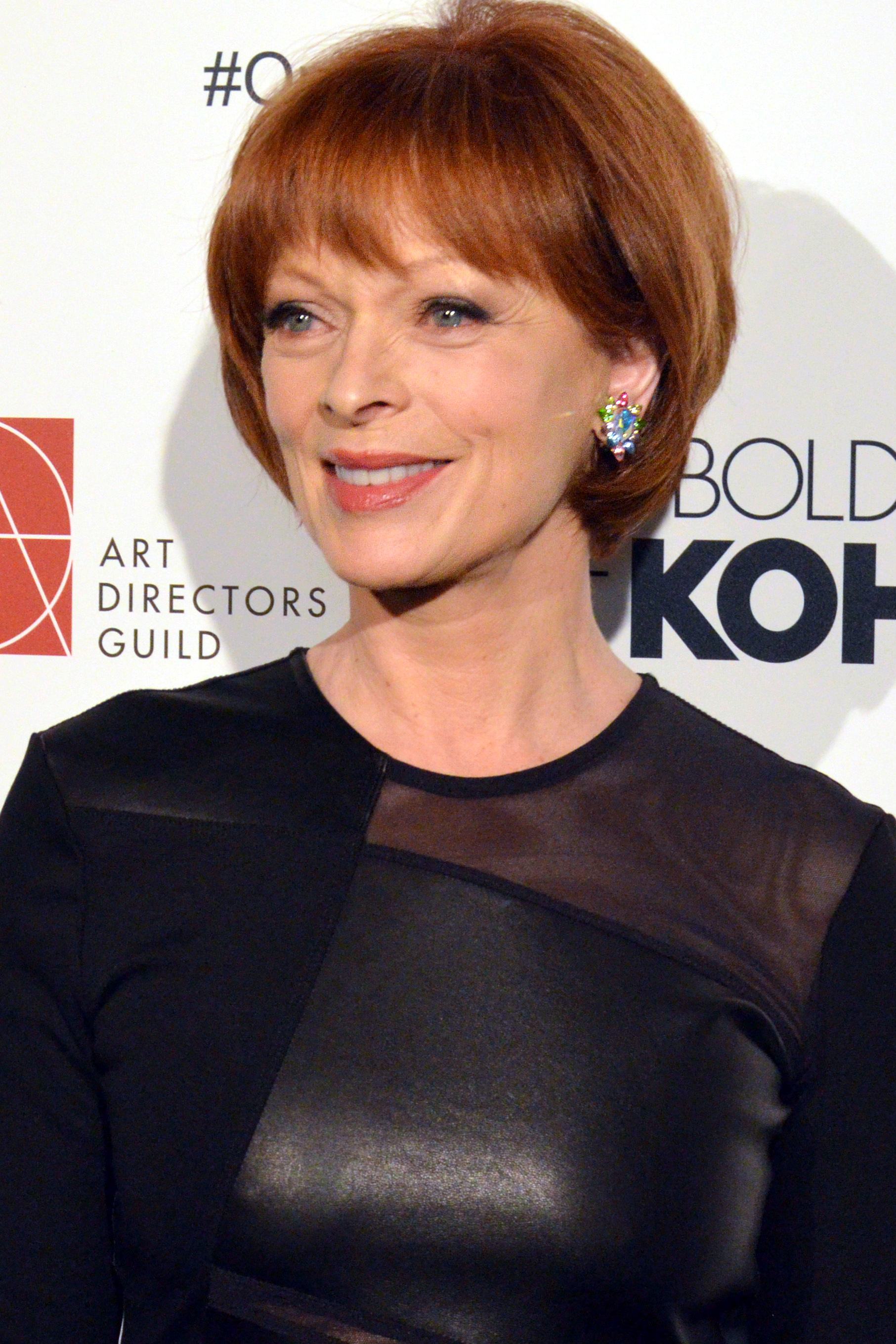
Frances Fisher en 2014.
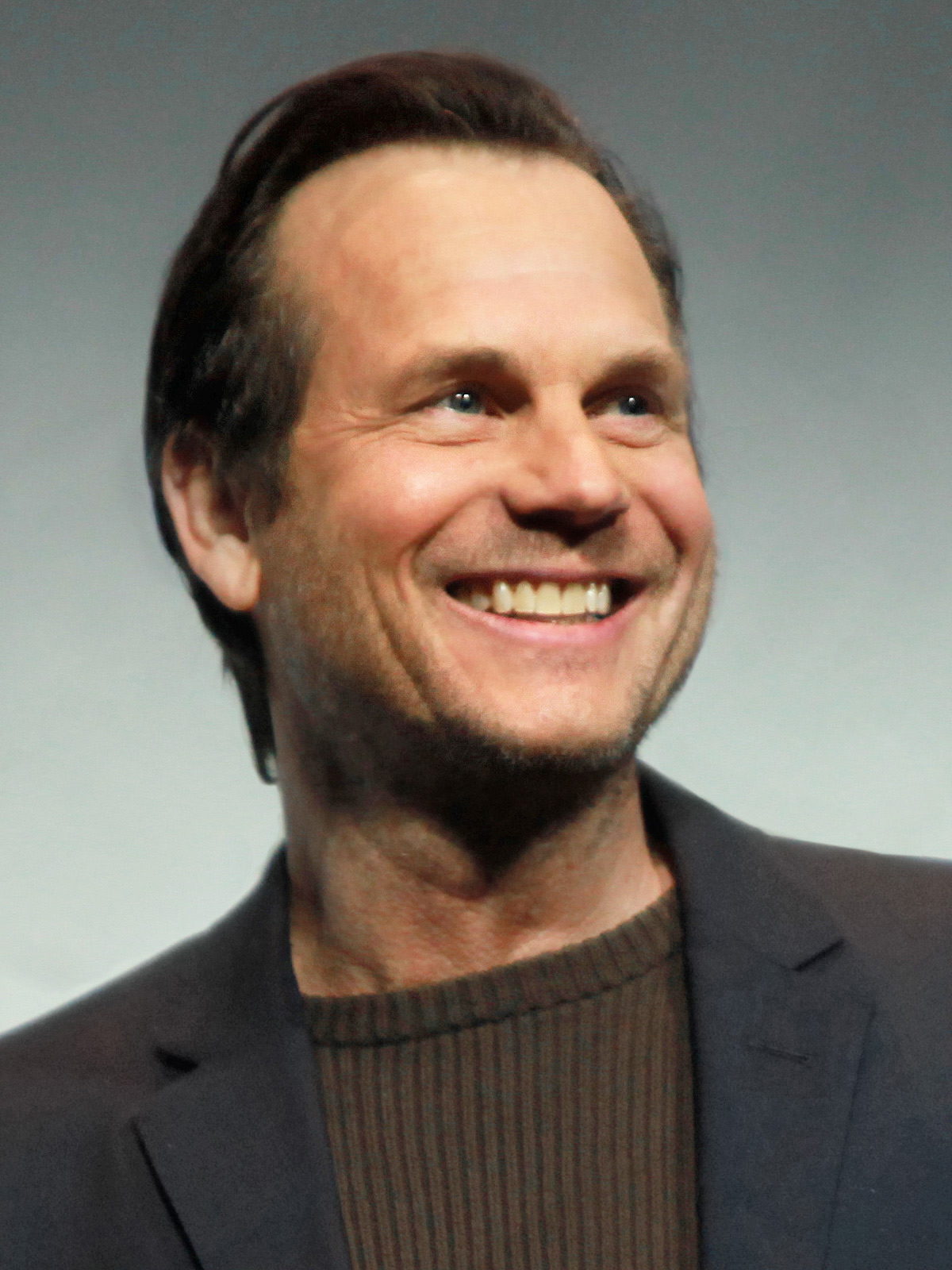
Bill Paxton en 2014.
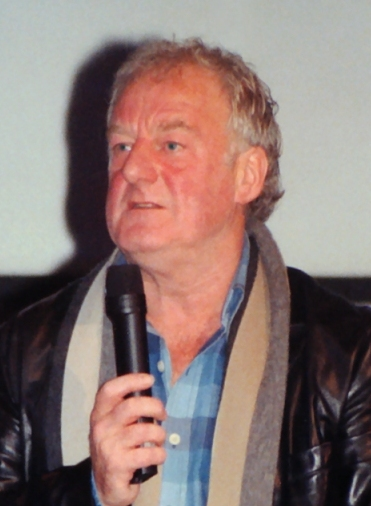
Bernard Hill en 2004.

## Production

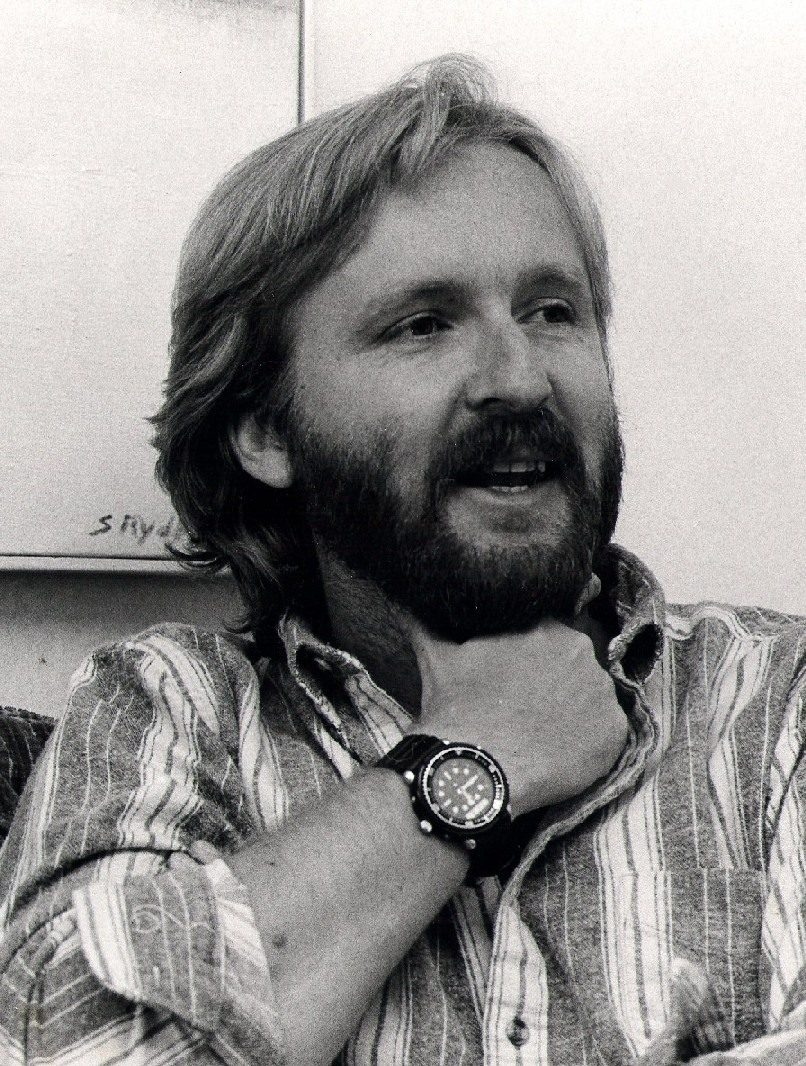
James Cameron a écrit, produit et réalisé le film.

La réalisation de Titanic a requis de nombreuses prouesses techniques et un recours à des techniques peu utilisées à l'époque comme la création de figurants et de cascadeurs virtuels. James Cameron a écrit, réalisé et monté le film qu'il a également produit lui-même par le biais de sa maison de production (Lightstorm Entertainment). Certains plans utilisent des figurants réels, des maquettes, des éléments entièrement conçus par ordinateur, comme la mer et des personnages. Le film est en effet l'un des premiers à avoir utilisé des cascadeurs retouchés numériquement pour leur donner diverses apparences et pour créer des foules, comme dans la scène du départ.
En raison de la longueur déjà très importante du film, plusieurs scènes présentes dans le script n’ont pas été tournées ou ont été finalement coupées lors du montage, comme la scène précédant la tentative de suicide où Rose va dans sa cabine, brise son miroir, arrache son collier et se décoiffe ; la scène de rixe entre Jack et Lovejoy peu avant que le navire se brise ; ou encore la scène sur le Carpathia où Cal retrouve Rose, cette dernière lui annonçant que tout est fini; ainsi que plusieurs scènes historiques (lorsque le commandant Smith et les officiers aperçoivent au loin un vaisseau qui semble être le Californian ; une autre scène rapportée par les témoins à l'époque montre le milliardaire John Jacob Astor rassurant son épouse Madeleine dans le gymnase du paquebot en éventrant un gilet de sauvetage pour lui montrer le liège qu'il contient).

### Genèse
Le projet, depuis longtemps présent dans l'esprit de Cameron, a commencé à voir le jour quand le réalisateur a filmé des icebergs au large de la Nouvelle-Écosse, donnant au film le titre fictif de Planet Ice. Le projet prenant forme, les studios ont envisagé plusieurs acteurs pour jouer le rôle principal, celui de Jack Dawson, notamment Macaulay Culkin. Matthew McConaughey et Chris O'Donnell ont également été considérés pour le rôle, mais Cameron voulait un acteur plus jeune. Concernant le rôle de Rose, Gwyneth Paltrow (pour Rose jeune) et Fay Wray (pour Rose âgée) ont été envisagées, cette dernière refusant par peur que cette expérience soit traumatisante pour elle. Robert De Niro s'est quant à lui vu offrir le rôle du capitaine Smith mais a dû refuser, souffrant à l'époque d'une infection gastro-intestinale. C'est finalement la directrice de casting, Mali Finn, qui convainc Cameron d'engager Kate Winslet puis Leonardo DiCaprio. La première rencontre entre les deux acteurs confirme qu'ils ont le talent et l'alchimie nécessaire pour rendre crédible la romance entre Jack et Rose.
Les acteurs campant des personnages réels, par exemple Bernard Hill (le commandant Edward Smith), Eric Braeden (John Jacob Astor IV) ou Jonathan Hyde (Joseph Bruce Ismay) ont été choisis pour leur ressemblance physique avec le personnage qu'ils interprètent.

### Reconstitution du paquebot et de son naufrage
« Redonner vie à ce bateau a été pour moi une plus grande satisfaction que de le faire couler à nouveau. »
— James Cameron

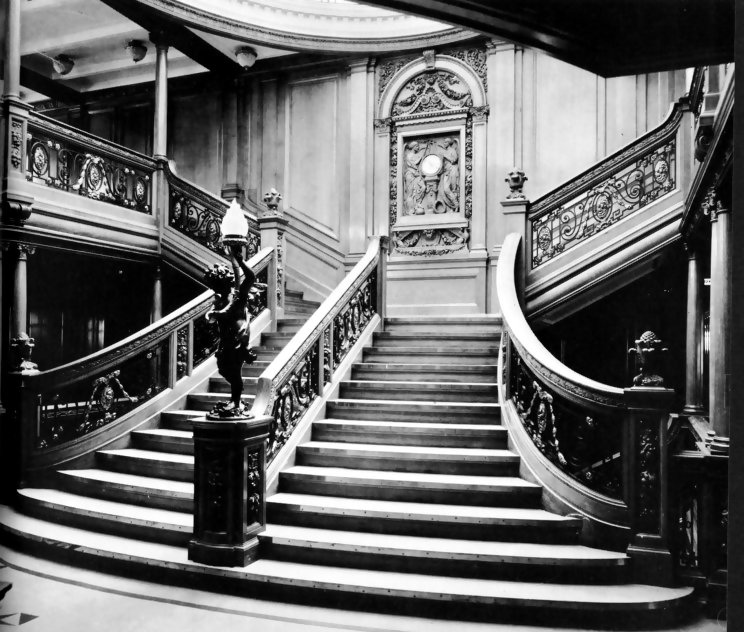
Le Grand Escalier de l’Olympic a inspiré les décorateurs pour recréer celui du Titanic.

Pour les besoins du tournage, une maquette à taille réelle du paquebot a été construite,. Les constructeurs ont pour cela consulté les plans originaux du paquebot fournis par les chantiers Harland and Wolff, constructeurs du Titanic. Une maquette d'étude de huit mètres a également été construite avant le début des travaux. La construction du décor grandeur nature a débuté le 31 mai 1996, 85 ans jour pour jour après le lancement du Titanic. Selon Jon Landeau, producteur du film, tourner sur une maquette de cette taille a évité un millier d'effets spéciaux. Pour faire des économies, seul un côté de la coque a été construit. Des observations météorologiques ont déterminé que le meilleur côté était le flanc tribord du paquebot. Or, le jour de son départ, le Titanic présentait son flanc bâbord au quai. Il a donc été décidé de tourner la scène du départ du Titanic à l'envers et de la mettre dans le bon sens en postproduction. Les accessoires, costumes et véhicules utilisés pour la scène ont donc été conçus avec des inscriptions inversées pour correspondre.
Le réalisme a été poussé assez loin puisque les bossoirs du décor ont été fournis par la société Wellin, qui a conçu ceux du Titanic. Lors du tournage, les chaloupes ont réellement été affalées et descendues le long de la coque ce qui a permis aux acteurs et membres de l'équipe de comprendre le sentiment d'angoisse qui a pu saisir les passagers priés d'embarquer dans ces canots. Le navire ainsi reconstitué dans ses moindres détails pouvait être incliné grâce à huit cylindres hydrauliques. Pour les scènes finales, la structure a été coupée en deux pour faciliter le tournage et l'immersion. La partie avant pouvait être abaissée pour s'immerger, tandis que la partie arrière était placée sur une plate forme basculante qui lui permettait de se dresser.
Pour filmer les scènes où le navire est en pleine mer, ainsi que certaines scènes du naufrage, le studio Digital Domain, chargé des effets spéciaux, a utilisé une maquette du Titanic au 1/20e. Le Carpathia n'a en revanche pas été reconstruit. Les scènes qui s'y déroulent ont en réalité été tournées sur le décor du Titanic réaménagé.
Des décors intérieurs indépendants ont également été créés, représentant la salle à manger de première classe et le Grand Escalier,. Les deux décors ont été conçus de façon à pouvoir être inclinés et immergés pour les scènes du naufrage,. Les moquettes de la salle à manger ont été fournies par la compagnie qui avait produit le modèle authentique.
À l'inverse, d'autres décors comme celui du fumoir ne pouvaient être inclinés. Pour les scènes de naufrage se déroulant dans de tels décors, par exemple lorsque Jack et Rose parlent une dernière fois avec le concepteur du navire, Thomas Andrews dans le fumoir, les acteurs ont dû simuler eux-mêmes l'inclinaison du navire en se penchant de côté, de même que la caméra. Il a également fallu placer des accessoires spéciaux, comme des verres au contenu solide et incliné,. Enfin, certains décors n'ont été créés qu'en maquettes à échelle 1/4, comme le salon de première classe. Les acteurs ont donc tourné sur fond vert les scènes où ils se trouvent dans cette pièce, puis ont été intégrés dans le décor durant la postproduction.
Pour loger les décors immergeables, la 20th Century Fox a acquis seize hectares de terrain le long des côtes de Rosarito, en Basse Californie mexicaine. Des opérations de dynamitage ont débuté en juin 1996 pour creuser les bassins, le plus grand ayant une capacité de 85 000 m3, et le second de 25 000 m3. Un autre bassin d'une capacité de 1 600 m3, a quant à lui servi au tournage des scènes montrant les naufragés qui se débattent dans l'eau glacée et les rescapés dans les canots.

### Visites de l'épave et tournage sur celle-ci
James Cameron a tenu à visiter l'épave du Titanic avant le tournage. Il a pour cela participé à des plongées sous-marines sur l'épave avec l'équipe du docteur Anatoly Sagalevich (en). Cameron a demandé six millions de dollars à la Fox et à la Paramount Pictures pour s'embarquer sur un navire de recherche russe, l’Akademik Mstislav Keldych, et filmer le Titanic à plus de 3 700 mètres de profondeur.
En 17 jours, Cameron a effectué 12 plongées et a pu pénétrer dans l'épave grâce à une caméra télécommandée spécialement mise au point par son frère ingénieur, un ROV. Il a notamment pu filmer une des deux suites de luxe (dites « des millionnaires ») du navire (celle de Charlotte Drake Cardeza et de son fils Thomas) et la salle de réception du navire.
Le film s'ouvre sur une plongée sur l'épave menée par Brock Lovett (Bill Paxton). L'équipage du sous-marin du film comprend notamment Sagalevich (qui dans le film, est nommé Anatoly Mickaelavich), car, selon Cameron, il « se devait d'être dans le film », étant le créateur des sous-marins Mir utilisés pour l'exploration et pour le film. Ces scènes ont cependant été tournées en studio, à l'aide d'une maquette de l'épave fixée au plafond pour que le tournage soit plus facile. Les scènes à l'intérieur de l'épave ont quant à elles été tournées dans une reproduction fidèle de la salle de réception et de la cabine de Rose telles qu'elles sont sur le site. Le décor, à taille réelle, était immergé, et la scène tournée grâce au ROV. Les seules images venant de l'épave sont celles de la cheminée du petit salon de la suite de Rose, d'un battant de porte de la salle de réception ainsi que des restes du Grand Escalier.
Les scènes à bord du Keldysh représentant Rose âgée (Gloria Stuart), ont réellement été tournées sur l’Akademik Mstislav Keldych, utilisé pour les expéditions. Pour la scène d'arrivée de Rose et de sa petite-fille, il a fallu tourner sur l'héliport d'un navire de garde-côtes, le Keldysh n'étant pas pourvu d'une telle installation.
En 2001, Cameron a de nouveau effectué des plongées sur l'épave, plongées qu'il a filmées. Les vidéos apparaissent dans un film en trois dimensions commenté par Bill Paxton, Les Fantômes du « Titanic » (Ghosts of the Abyss) sorti en 2003. Cameron a également utilisé le Keldysh et les submersibles Mir pour une expédition sur l'épave du cuirassé Bismarck coulé en 1941, et a réalisé un documentaire, Expedition: « Bismarck », présenté en 2002.

### Tournage difficile et dépassements budgétaires
D'une logistique et d'une ampleur démesurée, le tournage de Titanic fut particulièrement éprouvant pour Cameron et son équipe. Le perfectionnisme légendaire du cinéaste, qui tourne beaucoup de prises, ne fit qu'accroître les tensions et l'exaspération de certains. Le soir du 8 août 1996, après des prises de vue sur le Keldych, un membre de l'équipe empoisonna un repas de cantine, mettant de la phéncyclidine dans la soupe de palourdes. 56 personnes, dont Cameron, durent être transportés à l'hôpital et mis en quarantaine. Malgré une enquête le responsable de l'empoisonnement, probablement un figurant, ne fut jamais identifié ni condamné. Excédé par l'exigence de Cameron, le coordinateur de cascades Simon Crane l'insulta en public, et l'équipe des cascadeurs quitta le plateau. L'incident ne fut résolu que lorsque Crane accepta de faire ses excuses à Cameron.
Sans prendre en compte l'inflation du dollar, Titanic fut à sa sortie le film le plus cher jamais produit, avec un budget équivalent à 200 millions de dollars. Le budget initial était de 110 millions de dollars,, un montant que Cameron lui-même jugea a posteriori très optimiste, étant donné la complexité du film. Pour minimiser les risques, la Fox partagea les droits de distribution de Titanic avec la Paramount pour 65 millions de dollars, fait exceptionnel à Hollywood. La Fox se chargea ainsi de l'exploitation à l'international, tandis que Paramount distribua le film aux États-Unis. Pour ne rien arranger, la Fox avait d'abord fixé la date de sortie pour juillet 1997, un délai impossible à tenir. Les dépassements de budget finirent par inquiéter les responsables qui se firent plus présents sur le plateau. Cameron, qui avait déjà renoncé à la moitié de son cachet pour obtenir le feu vert du studio, céda l'autre moitié et assuma sa responsabilité.
En réaction des rumeurs sur le tournage et des dépassements de budget, la presse cinéma débuta une campagne de dénigrement du film. Cameron est suspecté à tort d'être peu regardant sur la sécurité de son équipe. Titanic est considéré comme l'exemple même du film à gros budget irresponsable, et les journalistes prédisent un bide commercial qui ruinera la Fox. Certains cadres du studio démissionnent en prévision d'un échec, et on suggère même de faire du film une mini-série.
Lorsque la post-production causa de nouveaux dépassements, Cameron proposa au studio de renoncer à ses royalties. Approuvée, une telle décision serait revenue à ce qu'il ne touche pas un centime pour trois ans de travail. Mais Bill Mechanic, chef exécutif de la Fox, soutient le réalisateur et refuse l'offre. Cameron put ainsi toucher un pourcentage des recettes et bénéficier du succès monumental du film. Pour accorder à Cameron les délais nécessaires de finition, la Fox repoussa la date de sortie américaine à décembre 1997, période inhabituelle pour les films aux budgets aussi élevés.

### Effets spéciaux
Pour réaliser les effets spéciaux de son film, James Cameron a demandé les services d'une société qu'il a lui-même créée en 1993, Digital Domain. Les effets spéciaux ont été supervisés par Rob Legato. Leur rôle a notamment consisté à donner vie au navire lors de la traversée, puis du naufrage, dans les plans d'ensemble. En effet, il était impossible de filmer le décor à taille réelle en mouvement. Le studio a donc été chargé de placer des acteurs numériques, parmi lesques les personnages principaux, sur la maquette au 1/20e. C'est notamment le cas dans le plan où Jack et Fabrizio sont à la proue du navire tandis que la caméra survole le navire, plan auquel les producteurs du film ont donné le surnom de « plan à un million de dollars ». Pour celui-ci, Cameron leur a demandé d'imaginer qu'ils réalisaient une publicité pour la White Star Line, le navire voguant au large de la Californie. Des acteurs ont tourné sur fond noir, avec des costumes noirs munis de ronds semblables à des balles de ping-pong, puis des informaticiens s'en sont servis pour reconstituer une doublure virtuelle reprenant les mouvements de l'acteur. Dans ce but, Legato a même fait reproduire le visage de ses enfants parmi les nombreux visages créés pour le film.
Durant le naufrage, Digital Domain a également eu recours aux doublures virtuelles, notamment pour les chutes de passagers lorsque la partie arrière du navire s'élève au-dessus des eaux. Il s'agit à l'origine de chutes de treize mètres, mais les effets spéciaux en ont fait des chutes de 60 mètres et plus. De même, lorsque les héros s'embrassent avant le plongeon final du navire, ils se trouvent sur un décor d'une quinzaine de mètres au-dessus d'un fond vert. Le reste du navire, les chutes, les remous de l'eau et autres éléments ont été ajoutés par la suite. D'autres éléments, comme la buée ou la vapeur s'échappant de la bouche des passagers, sont également l'œuvre du studio.
Digital Domain est enfin l'auteur de la séquence informatique présentant le naufrage au début du film. Cameron voulait en effet que le naufrage sur sa partie technique soit expliqué dès le début du film, pour pouvoir ensuite se concentrer sur l'action à proprement parler. La façon dont la collision est présentée par Cameron était une supposition de sa part qui a été confirmée par des expéditions sur l'épave.

« Tout le monde peut faire de belles images de choses inconnues. Rares sont ceux qui peuvent tendre un miroir au réel. »
— James Cameron

### Costumes, maquillage et attitudes
Afin de recréer l'ambiance des années 1910, des costumes ont été créés par Deborah Scott, ainsi que de nombreux accessoires, des assiettes aux cintres,. Les nombreux figurants ont tous un costume d'époque, et les personnages principaux ont pour leur part de nombreuses tenues différentes, comme le voulait la tradition de l'époque dans les hautes sphères de la société.
Les plus gros efforts de maquillage et d'habillement ont cependant été déployés dans les scènes du naufrage et surtout après celui-ci. Les passagers morts de froid ont en effet été « gelés » artificiellement, opération qui a sans cesse dû être réitérée,, le maquillage étant toujours dilué à cause de l'eau.
Afin que les acteurs incarnant des passagers de première classe se comportent comme l'auraient fait ceux de l'époque, un professeur, Lynne Hockney, était chargé de leur enseigner l'étiquette. Il fallait en effet que les femmes apprennent à porter un corset, à se tenir à table, et Hockney a même appris aux acteurs à rire comme on le faisait à l'époque.

### Cameron derrière la caméra
En plus d'être le réalisateur du film, James Cameron a également tourné certaines scènes, parfois de façon particulière. Les images du générique d'introduction, montrant le navire quittant le port de Southampton sous forme d'images d'archives, ne sont pas de réelles images d'époque. Elles ont en revanche été tournées par Cameron lui-même avec une caméra d'époque à manivelle, filmant 16 images par seconde.
Il a également filmé une scène plus périlleuse, celle de la mort du capitaine Smith sur la passerelle de navigation. La scène a été tournée avec un cascadeur, dans une cabine en acier immergée, et la pièce a réellement été envahie par des trombes d'eau, Cameron filmant en combinaison de plongée,. Cameron est également l'auteur des dessins de Jack. Ce sont d'ailleurs ses mains que l'on voit dans la scène où Jack dessine.

### Musique
La bande originale du film, composée par James Horner, est devenue la bande originale orchestrale la plus vendue de tous les temps. Elle comprend la prestation de la chanteuse canadienne Céline Dion. La chanson qui est un succès est en réalité une bande-son d'essai. C'est un succès mondial qui est resté seize semaines à la première place des ventes aux États-Unis et s'est vendu à 11 millions d'exemplaires. Le 6 septembre 1998, 25 millions de disques s'étaient déjà écoulés dans le monde.
Ce succès a conduit à la réalisation d'un nouvel album, Back to « Titanic » avec des chansons inédites et des reprises, comme celle de Come Josephine in My Flying Machine par Moya Brennan, et certains airs joués par l'ensemble I Salonisti (qui incarne l'orchestre dans le film). Ce disque est pour sa part devenu numéro deux des ventes aux États-Unis.
James Cameron ne voulait pas de chanson pour son film. C'est donc secrètement que James Horner a demandé à Céline Dion de participer à des enregistrements, dont le résultat a finalement convaincu le réalisateur pour le générique de fin. Cette chanson, My Heart Will Go On, est récompensée par un Oscar et est un succès mondial. En France, le single est certifié disque de diamant.

## Accueil

### Sortie

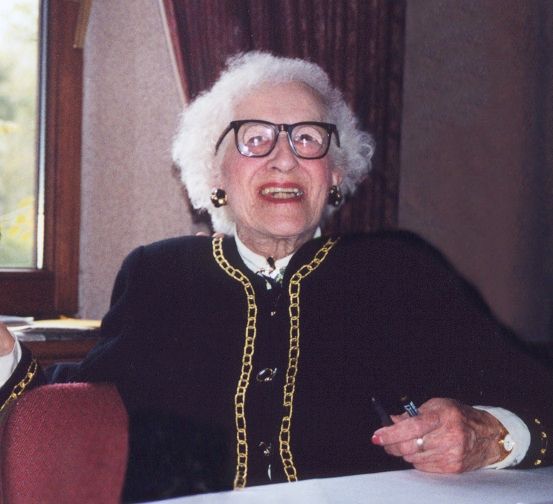
Millvina Dean a décliné l'invitation de James Cameron à la première du film.

Titanic est présenté pour la première fois au Festival international du film de Tokyo le 1er novembre 1997. Il sort ensuite le 19 décembre aux États-Unis et au Canada, puis les 7, 8 et 9 janvier 1998 dans la plupart des pays d'Europe. L'un des derniers pays à le recevoir est le Pakistan, dans lequel il sort le 14 août 1998.
Millvina Dean, dernière survivante du Titanic, est décédée le 31 mai 2009 à l'âge de 97 ans. Lors du naufrage du paquebot, elle n'était âgée que de 2 mois. Elle a été invitée à l'avant-première du film mais a décliné la proposition, déclarant qu'avoir vu Atlantique, latitude 41° avait déjà été trop douloureux.
Le film sort en VHS le 1er septembre 1998. Il est ensuite sorti en DVD le 31 juillet 1999, avec pour seul bonus une bande-annonce. C'est le premier DVD à se vendre à plus d'un million d'exemplaires. Une nouvelle édition « collector » à deux ou quatre DVD est sortie le 7 novembre 2005. Le film est proposé en deux parties, sur deux DVD, proposant trois commentaires audio et des documentaires pouvant être visionnés au cours du film. Les deux DVD supplémentaires contiennent des scènes coupées et des documentaires. 
Jon Landau, le producteur de Titanic, a sous-entendu qu'une sortie en format Blu-ray était possible au printemps 2012, en concomitance avec la nouvelle sortie du film au cinéma, cette fois-ci en version 3D, dans cette même période. Le Blu-ray Ultra HD du film est quant à lui sorti le 24 janvier 2024.

### Accueil du public et critiques
Titanic a recueilli une recette de 1 845 034 188 $ dans le monde entier, devenant le premier film à atteindre la barre symbolique du milliard de dollars, et établit des records de nombres d'entrées (128 millions d'entrées cumulées aux États-Unis un an après sa sortie, 21,8 millions en France et 17,2 millions au Royaume-Uni). Après avoir supplanté La Grande Vadrouille, considéré comme indétrônable depuis 1966, Titanic reste à ce jour[Quand ?] le film ayant remporté le meilleur score au box-office français, avec 21 465 445 entrées, devant Bienvenue chez les Ch'tis (2008) avec 20 478 523 entrées et Intouchables (2011) avec 19 385 740 entrées, au palmarès historique des films les plus vus en France. Il a également été en tête du box-office mondial durant douze ans avant d'être rattrapé par Avatar (2009) en début d'année 2010. Après sa ressortie en 3D dans le monde entier en 2012, le film gagne une recette supplémentaire de 341 338 114 $ devenant le deuxième film ayant dépassé les 2 milliards de dollars avec une recette s'élevant à 2 186 372 302 $.
À sa sortie et après, Titanic a su satisfaire la critique à différents degrés. Ainsi, dans CinéLive, le journaliste Laurent Weil parle d'un « grand film », et dit que Cameron signe ici son « long métrage le plus ambitieux, véritable plaisir des yeux et du cœur ». Le magazine Première dit de Cameron qu'il est un « virtuose », et que « si les producteurs ne sont pas sûrs de récupérer leur investissement, on en a nous (enfin, vous) pour notre (votre) argent ». Télérama, plus mitigé, lui donne une note moyenne, considérant cependant que, si Cameron simplifie parfois, il « ne s'est pas borné à exhiber ses effets spéciaux, il a fait du cinéma ». Jean Tulard, dans son Guide des films, lui donne trois étoiles et considère que, si le naufrage a déjà été évoqué dans maints films, « celui-ci les surpasse sans discussion ».
Le site Metacritic relève une moyenne de 75 sur 100 sur trente-cinq critiques. The New York Times conclut pour sa part sa critique en faisant le parallèle entre le film et le paquebot au sujet de leur réputation de grandeur, mais que « ce Titanic est trop bon pour couler ». Le critique américain Roger Ebert se montre très enthousiaste, considérant que tous les éléments du film sont équilibrés, et que les effets spéciaux, loin d'attirer l'attention du spectateur, se contentent de faire leur travail. Il le classe comme le neuvième meilleur film de 1997.
Certains critiques se sont montrés plus mitigés quant au scénario et aux dialogues. Ainsi, Richard Corliss de Time trouve que le film manque d'éléments émotionnels intéressants. Le Los Angeles Times se montre particulièrement cinglant, déclarant que « ce qui nous fait vraiment pleurer est le fait que Cameron pense que l'écriture de tels films soit dans ses capacités. Non seulement ce n'est pas le cas, mais ça ne s'en approche même pas ». Le réalisateur Robert Altman a déclaré que c'était le pire film qu'il ait pu voir dans sa vie. En 2003, les spectateurs de la BBC One lui ont accordé le titre de « pire film de tous les temps ».

### Box-office
| Pays                                                  | Box-office                            | Classement de tous les temps | Comparaison avec le film classé no 1              |
| Box-office Mondial                                    | 2 261 813 237 $                       | 4e                           | 2 923 706 026 $ (Avatar)                          |
| Box-office États-Unis - Canada                        | 674 254 922 $                         | 8e                           | 936 662 225 $ (Star Wars : Le Réveil de la Force) |
| Box-office États-Unis - Canada Ajusté après inflation | 1 221 303 800 $                       | 5e                           | 1 719 399 546 $ (Autant en emporte le vent)       |
| Box-office Belgique                                   | 3 510 221 entrées                     | 1er                          | -                                                 |
| Box-office France                                     | 20 758 841 entrées (1re exploitation) | 1er                          | -                                                 |
| Box-office Suisse                                     | 2 052 496 entrées                     | 1er                          | -                                                 |

### Ressorties en 3D
Après Titanic, James Cameron ne produit plus de film long métrage pendant plus de 10 ans avant de revenir avec son premier film en trois dimensions, Avatar. C'est en présentant ce dernier au Comic-Con de San Diego qu'il annonce la sortie prochaine d'une version de Titanic sous ce même format. Il déclare durant le festival qu'après avoir fait quelques tests, « Ça a l'air spectaculaire. Mais il faut vraiment que le réalisateur soit impliqué pour s'assurer que les décisions soient prises correctement ». Selon lui, « cela prend d'un an à dix-huit mois pour ce faire, selon la complexité ». En mars 2010, Cameron annonce envisager de faire sortir le film au printemps 2012, pour le centenaire du naufrage du Titanic. En effet, le réalisateur s'oppose ouvertement aux conversions en 3D faites dans l'urgence, telles que celle du Choc des Titans et souhaite donc prendre son temps.
Le film est alors remasterisé en format 4K avant d'être converti en 3D relief. Sa sortie internationale est fixée pour le 4 avril 2012, la semaine précédant le 100e anniversaire de la traversée inaugurale et du naufrage du paquebot. La première affiche officielle est dévoilée le 16 novembre 2011. Le master 4K réalisé pour l'occasion sera utilisé pour l'édition du Blu-ray, sortie en septembre 2012.
Le réalisateur n’a modifié qu’une seule scène dans la version 3D. En effet, après la sortie du film en 1997, James Cameron reçoit un e-mail de l'astrophysicien américain Neil deGrasse Tyson, lui expliquant que le ciel qu'observe Rose, lorsqu'elle se tient à un morceau de bois après le naufrage, est inexact. La voûte céleste n'était pas le ciel étoilé qu'elle aurait dû voir. En bon perfectionniste qu'il est, Cameron a modifié dans la version en relief le ciel, en suivant une carte donnée par Tyson.
Le succès est à nouveau au rendez-vous avec des recettes mondiales de plus de 300 millions de dollars, dont un triomphe pour sa sortie en Chine, où le film bat le record du meilleur démarrage pour un film étranger en une semaine avec une recette de 58 millions de dollars. Aux États-Unis, le film marche très bien, dépassant le résultat de Star Wars, épisode I : La Menace fantôme également ressorti en 3D quelques semaines plus tôt. En France, le film dépassera le million d'entrées, portant le score cumulé à près de 22 millions de spectateurs.
En 2023, le film ressort à nouveau dans les salles du monde entier pour célébrer son 25e anniversaire, à nouveau dans sa version remasterisée en 4K. Le film engrange à cette occasion 70 millions de dollars supplémentaires dans le monde, et 500 000 entrées supplémentaires en France, lui permettant de franchir la barre des 22 millions de spectateurs toutes sorties confondues.

### Impact

#### Regain d'intérêt pour leTitanic

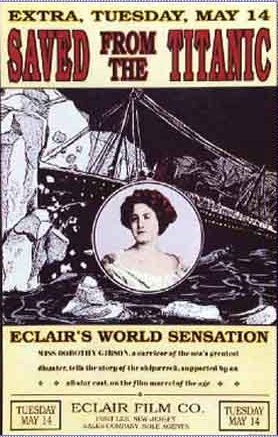
Affiche du premier film sur le naufrage du Titanic. Aucun film avant celui de James Cameron n'a suscité un tel engouement pour l'histoire du navire.

Le film de James Cameron, en plus de son succès planétaire, relance fortement l'intérêt du public pour le Titanic et son histoire. De nombreux films avaient auparavant été tournés sur le sujet (dont une superproduction nazie et un film réalisé avec l'aide de certains survivants : Atlantique, latitude 41°), mais aucun n'avait suscité un tel engouement médiatique et populaire.
En effet, à ce film succède la parution de nombreux ouvrages, parfois leur réédition ou leur traduction (c'est par exemple le cas du récit Rescapé du « Titanic » du colonel Archibald Gracie, mort le 4 décembre 1912). Cameron n'est d'ailleurs pas le seul à avoir été inspiré par le Titanic à cette époque puisque Robert Lieberman a sorti peu de temps avant un téléfilm (Le « Titanic ») avec Catherine Zeta-Jones et Peter Gallagher, tandis que le développeur de jeux vidéo Cyberflix sort en octobre 1996 un jeu vidéo intitulé Titanic : Une aventure hors du temps.
Ce regain d'intérêt s'est également exprimé sur Internet, avec la naissance de nombreux sites sur le sujet, et de communautés de passionnés. De nombreuses reproductions d'objets du navire, ainsi que des accessoires du film (gilets de sauvetage, vaisselle) se sont vendus en grande quantité dans les années qui ont suivi le succès de Titanic, et les associations consacrées au Titanic, comme la Titanic Historical Society fondée par Edward Kamuda en 1967, l'association française du Titanic et des associations de nombreux autres pays ont connu un fort accroissement du nombre de leurs adhérents à la suite de la sortie du film. Dans le cas de l'association française du Titanic, ce succès a permis à l'organisation de remporter une victoire, puisqu'en 2000, elle a réussi à réhabiliter le musicien Roger Bricoux, mort à bord en 1912, qui était accusé de désertion lors de la Première Guerre mondiale, l'administration française n'ayant pas reçu de certificat de décès.

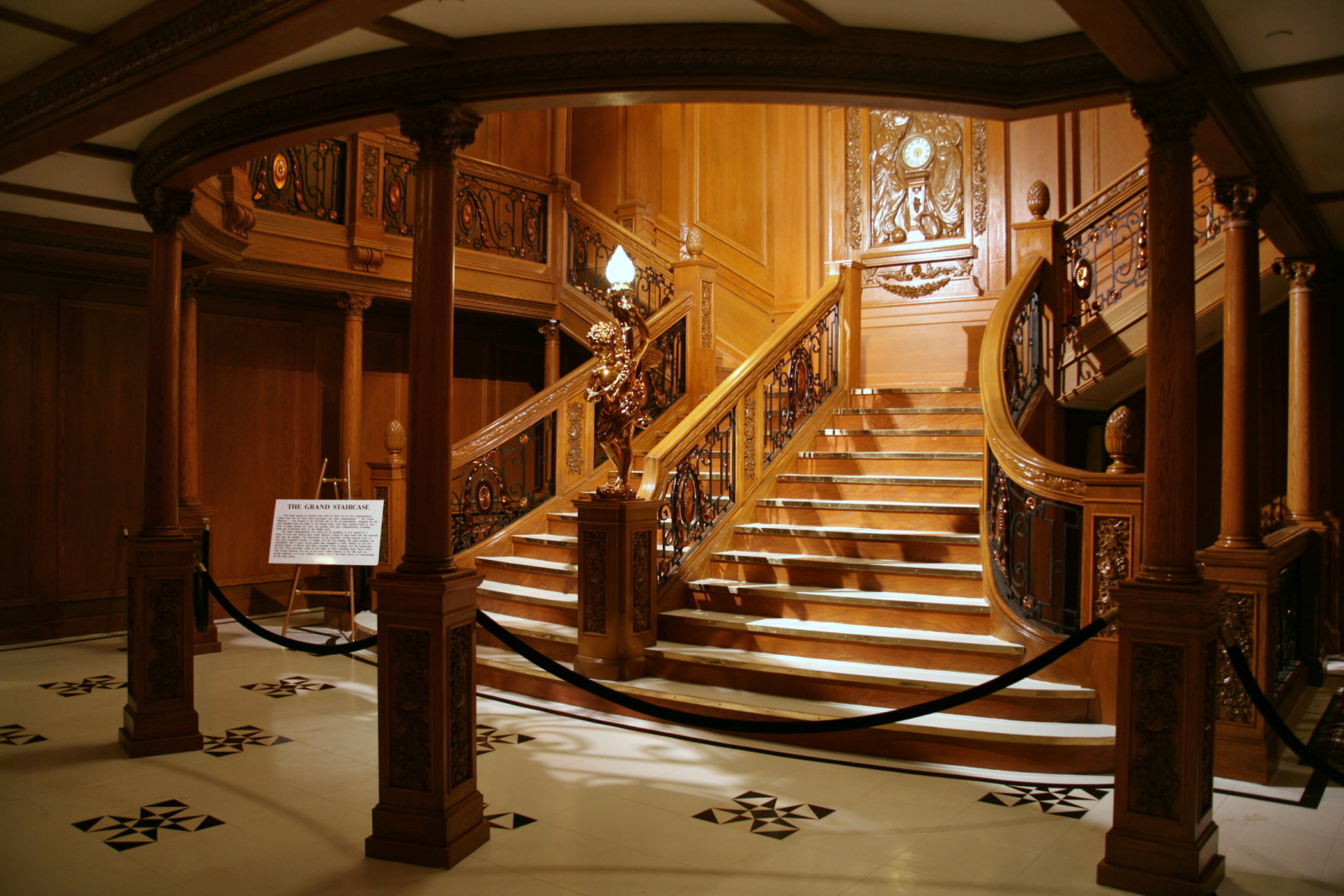
Le Grand Escalier du Titanic reconstitué pour une exposition.

Enfin, l'engouement pour le Titanic s'est traduit par la production d'un nouveau film de James Cameron, Les Fantômes du « Titanic », en 2003, ainsi que par la création d'une comédie musicale sur le thème du Titanic en 1997,. Une exposition consacrée au film, recréant notamment certains décors sur 5 000 m2, a également vu le jour au Stade de Wembley de Londres en 1999, avant de parcourir le monde. En France, une exposition intitulée « Trésors du Titanic » s'est quant à elle tenue en 2003 à la Cité des sciences et de l'industrie du parc de la Villette.
Le film Titanic a également eu une conséquence plus inattendue : depuis sa sortie, les navires de croisière interdisent aux passagers de se hisser à la proue, des passagers ayant tenté d'imiter les héros du film.

#### Conséquences pour les acteurs
Le succès de Titanic donne une impulsion phénoménale à la carrière des acteurs principaux. Celui qui en bénéficie le plus est Leonardo DiCaprio. De nombreuses fans tombent littéralement amoureuses de lui, se bousculant pour revoir le film. Les journaux parlent de « DiCaprio-mania » pour désigner ce phénomène,. Cette frénésie n'est cependant pas du goût de tous, et contrairement à Kate Winslet et Gloria Stuart, DiCaprio n'est pas nommé aux Oscars. Sa carrière de star est cependant bien lancée. Ainsi, les deux autres films où il tient le premier rôle cette année-là, Roméo + Juliette et L'Homme au masque de fer profitent de cette nouvelle notoriété. Les spectateurs du deuxième film sont à 55 % féminins, et à 46 % âgés de moins de 25 ans.
DiCaprio devient un acteur convoité. Ainsi, son cachet, qui n'était que de 2,5 millions de dollars pour Titanic, passe à 20 millions pour La Plage, sorti en 2000. Il tourne ensuite avec des réalisateurs tels que Steven Spielberg et Martin Scorsese, est nommé trois fois aux Oscars et remporte un Golden Globe. Il regrette cependant d'avoir eu cette étiquette d'idole qu'il n'a jamais désirée.
Kate Winslet, pour sa part, devient une actrice réputée et tourne par la suite dans plusieurs films récompensés. Cependant, le tournage dans l'eau gelée s'étant révélé éprouvant, elle a déclaré ne plus vouloir tourner avec James Cameron, à moins qu'on ne lui propose beaucoup d'argent. Enfin, Bernard Hill a vu sa carrière connaître une certaine impulsion et a participé, en incarnant le roi Théoden, à l'adaptation du Seigneur des anneaux par Peter Jackson. Il est de fait à l'affiche de deux des trois films ayant reçu onze Oscars.

#### Titanicdans la culture populaire
Titanic, de par son succès planétaire, a fait l'objet de nombreux clins d'œil et parodies dans des films et émissions à succès. Des scènes emblématiques ont été reprises par la suite. Ainsi, dans le film Astérix et Obélix : Mission Cléopâtre d'Alain Chabat, le pirate Barbe-Rouge, à l'instar de Jack, s'écrie à la proue de son navire « Je suis le roi du monde » ; de même pour une scène dans le film d'horreur Souviens-toi... l'été dernier 2 où les personnages de Julie et Karla (interprétés par Jennifer Love Hewitt et Brandy) se dressent à l'arrière d'un bateau et crient « Je suis le roi du monde ». Le film parodique Scary Movie reprendra lui aussi cette fameuse scène quand deux des personnages du film se trouvent dans un cinéma et regardent des bandes annonces. Dans Les Simpson, le film, c'est le groupe Green Day qui parodie l'orchestre du Titanic en entonnant Plus près de toi, mon Dieu sur une barge en plein naufrage. La scène avait également été parodiée dans le film Osmosis Jones de Peter et Bobby Farrelly. En 2009, plus de dix ans après la sortie du film, Sacha Baron Cohen parodie également le film dans Brüno. Récemment la scène du film sur la proue du navire a également été parodiée dans le film Les Dents de la nuit. La scène dans l'eau gelée a été parodiée dans le film Bienvenue à bord avec Franck Dubosc.
Le film a également été parodié dans plusieurs émissions télévisées. Ainsi, l'édition DeLuxe du film propose trois d'entre elles. Dans l'une d'elles, Ben Stiller et Vince Vaughn tentent de convaincre James Cameron de réaliser une improbable suite mettant en scène les victimes du naufrage résidant sous une forme mutante dans une cité sous-marine. Une autre, extraite du Saturday Night Live et réalisée avec l'aide de Cameron et Bill Paxton présente une fin « améliorée » du film, dans laquelle Rose se révèle être une mythomane dont le récit comporte de nombreuses incohérences.
D'autres parodies ont vu le jour comme celle de Billy Crystal diffusée à l'occasion de la 70e cérémonie des Oscars, ainsi que celle du parodiste français Mozinor Titanic Park.

### Classement
- Plus grand succès du box-office mondial (hors inflation) de 1998 à 2010.
- Deuxième plus grand succès du box-office mondial (hors inflation) de 2010 à 2019.
- Troisième plus grand succès du box-office mondial (hors inflation) de 2019 à 2022.
- Quatrième plus grand succès du box-office mondial (hors inflation) depuis 2022.
- Troisième plus grand succès du box-office mondial (avec inflation) derrière Autant en emporte le vent (1939) et Bambi (1942).
- Plus grand succès annuel dans le monde.
- Troisième plus grand succès du réalisateur.
- Premier film à dépasser le milliard de dollars de recette dans le monde.

## Distinctions
En 1998, Titanic est nommé pour 14 Oscars, soit le plus grand nombre de nominations, égalant Ève en 1951. Des analystes estiment que le film aurait pu battre le record s'il ne fut pas snobé pour le meilleur acteur ou le meilleur scénario. Il reçoit 11 récompenses et égale ainsi le record historique de Ben-Hur en 1960. Parmi les récompenses qu'il reçoit se trouvent l'Oscar du meilleur film et celui du meilleur réalisateur. Le 23 mars 1998, lors de la 70e cérémonie des Oscars, Cameron s'exclame « Je suis le roi du monde ! », tout comme Jack Dawson dans le film. En 2004, Le Seigneur des anneaux : Le Retour du roi égale le record de Ben-Hur et Titanic, obtenant également 11 Oscars.
Titanic reçoit également de nombreuses autres récompenses dans le monde entier, notamment quatre Golden Globes sur huit nominations. La musique de James Horner est particulièrement récompensée, recevant un Oscar et deux Golden Globes, en particulier par le biais de la chanson My Heart Will Go On interprétée par Céline Dion, qui est un succès mondial.

### Récompenses
- Oscar :
  - Meilleur film
  - Meilleur réalisateur
  - Meilleurs décors
  - Meilleure photographie
  - Meilleure création de costumes
  - Meilleur montage
  - Meilleure musique de film : James Horner
  - Meilleure chanson originale : Céline Dion
  - Meilleur mixage de son
  - Meilleur montage de son
  - Meilleurs effets visuels
- Golden Globe Award : 
  - Meilleur film
  - Meilleur réalisateur : James Cameron
  - Meilleure musique de film : James Horner
  - Meilleure chanson originale : Céline Dion
- Saturn Awards :
  - Meilleure actrice dans un second rôle : Gloria Stuart
- Satellite Awards :
  - Meilleur film
  - Meilleur réalisateur : James Cameron
  - Meilleure musique de film : James Horner
  - Meilleure chanson originale : James Horner et Will Jennings
  - Meilleure direction artistique Peter Lamont
  - Meilleurs costumes : Deborah Lynn Scott
  - Meilleur montage : Conrad Buff et Richard A. Harris
- MTV Movie Awards :
  - Meilleur film
  - Meilleure révélation masculine : Leonardo DiCaprio
- Golden Reel Awards : 
  - Meilleure musique dans un film : Jim Henrikson et Joe E. Rand
  - Meilleurs dialogues et doublages dans un film : Gwendolyn Yates Whittle, Hugh Waddell, Claire Sanfilippo, John H. Arrufat, Richard Quinn, Sue Fox, Harriet Fidlow, Richard Corwin, Cindy Marty et Lee Lemont.
  - Meilleurs effets sonores et bruitages dans un film : Tom Bellfort, Christopher Boyes, Thomas W. Petit, Ethan Van der Ryn, Scott Guitteau, Christopher Scarabosio, Shannon Mills, Scott Curtis, Tammy Craignant, Michael Dressel et David L. Horton Jr.
- Empire Awards : 
  - Meilleur film
  - Meilleure actrice britannique : Kate Winslet

### Nominations
- Oscar : 
  - Meilleure actrice : Kate Winslet
  - Meilleure actrice dans un second rôle : Gloria Stuart
  - Meilleurs maquillages et coiffures
- Golden Globe Award :
  - Meilleur acteur : Leonardo DiCaprio
  - Meilleure actrice : Kate Winslet
  - Meilleure actrice dans un second rôle : Gloria Stuart
  - Meilleur scénario : James Cameron
- BAFA Awards :
  - Meilleur film : James Cameron et Jon Landau
  - Meilleur réalisateur : James Cameron
  - Meilleure photographie : Russell Carpenter
  - Meilleure musique de film : James Horner
  - Meilleur son : Gary Rydstrom, Tom Johnson , Gary Summers et Mark Ulano
  - Meilleurs décors : Peter Lamont
  - Meilleurs effets visuels : Robert Legato, Mark A. Lasoff, Thomas L. Fisher et Michael Kanfer
  - Meilleurs costumes : Deborah Lynn Scott
  - Meilleurs maquillages et coiffures : Tina Earnshaw, Simon Thompson et Kay Georgiou
  - Meilleur montage : Conrad Buff, James Cameron et Richard A. Harris
- Saturn Awards :
  - Meilleur film d'action, d'aventure ou thriller
  - Meilleure édition spéciale DVD d'un classique
- Satellite Awards :
  - Meilleurs effets visuels : Robert Legato
  - Meilleur acteur : Leonardo DiCaprio
  - Meilleure actrice : Kate Winslet
  - Meilleure photographie : Russell Carpenter
  - Meilleur scénario original : James Cameron
- MTV Movie Awards :
  - Meilleure révélation féminine : Kate Winslet
  - Meilleure équipe à l'écran : Leonardo DiCaprio et Kate Winslet
  - Meilleur méchant : Billy Zane
  - Meilleure chanson de film : Céline Dion
  - Meilleur baiser : Leonardo DiCaprio et Kate Winslet
  - Meilleure séquence d'action

## Respect de l'histoire

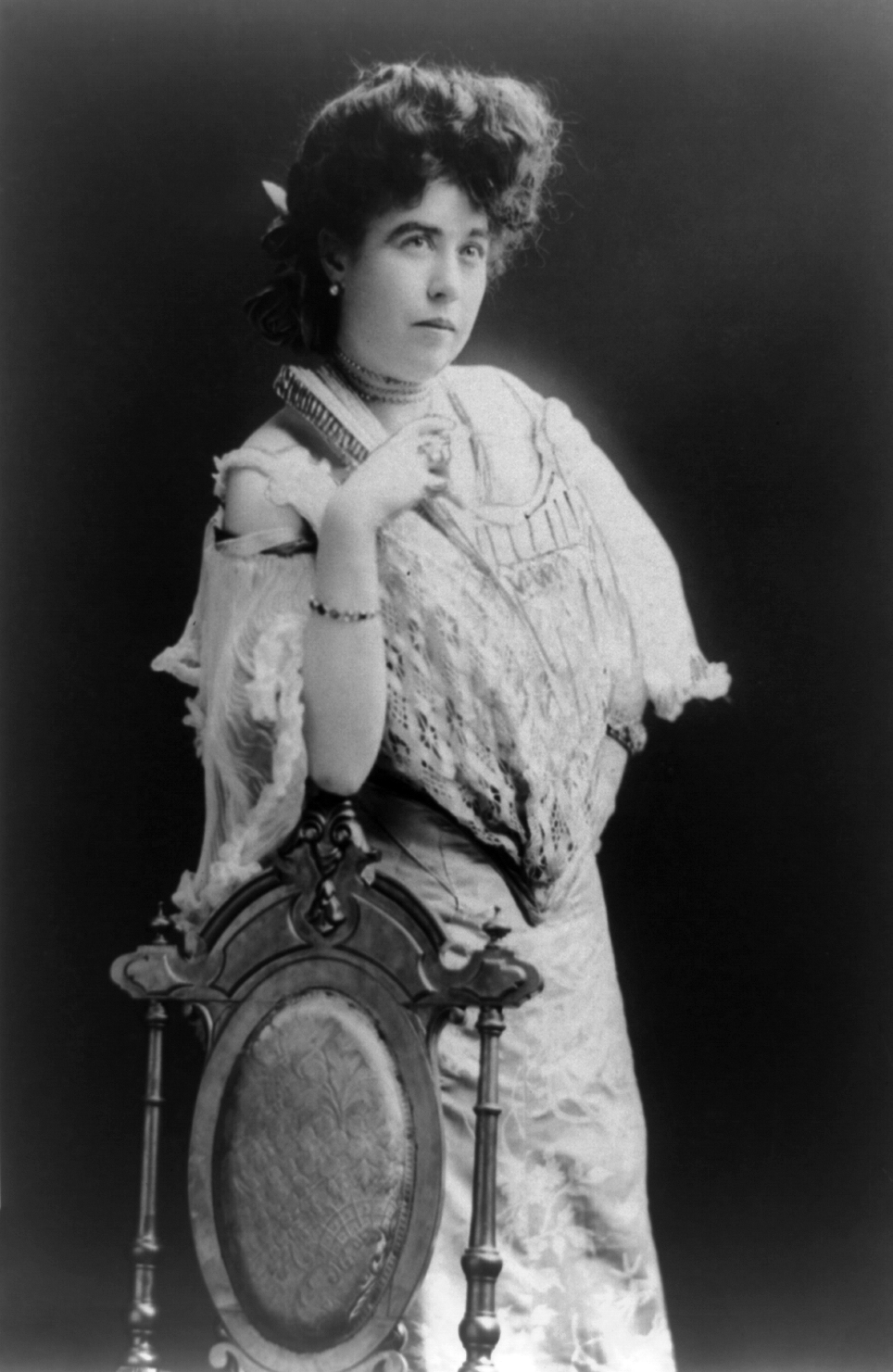
Dans le film, Margaret Brown (Kathy Bates) devient la protectrice de Jack.

Titanic a été réalisé avec l'aide de deux historiens spécialistes du sujet, Don Lynch et Ken Marschall. Leur livre, La Grande Histoire illustrée du « Titanic » avait fait forte impression sur Cameron, notamment les peintures de Marschall. Certaines ont d'ailleurs été reprises à l'identique dans le film, comme l'approche du Carpathia ou l'arrivée du Titanic à Cherbourg,. Il a cependant été moins présent sur le tournage, étant occupé par les illustrations d'un nouveau livre. S'il avait des inquiétudes au sujet du film, notamment sur le fait que le scénario serait centré sur une histoire d'amour fictive, il a finalement vu ses craintes disparaître en visitant le décor. Il a dit à propos de la reconstitution que « même les sièges en rotin sont juste pile ».
Cependant, si la reconstitution est assez proche de la réalité, le scénario prend parfois des libertés avec l'histoire. Ainsi, l'histoire d'amour entre deux membres de classes différentes aurait été extrêmement difficile à concevoir à l'époque, à cause des barrières (physiques et morales) qui les séparaient et il aurait été quasiment inconcevable qu'une femme de la haute société, âgée seulement de 17 ans, ait une relation sexuelle avec un homme, même si Rose se révèle être rebelle. Cependant, il s'agit de toute façon d'une histoire fictive. Les personnages principaux (Jack, Rose, la famille de cette dernière et les deux amis de Jack) sont fictifs, mais côtoient des personnages réels (Ismay, Andrews, le capitaine Smith, J.J. Astor etc.). Cameron s'est toutefois inspiré d'Emily Ryerson et de Marian Thayer, deux femmes de la haute société de Philadelphie, pour créer le personnage de Ruth DeWitt Bukater, la mère de Rose. De même, Cameron s'est inspiré pour le personnage de Rose, du manuscrit de Helen Churchill Candee, une journaliste et écrivaine américaine, qui y relate le naufrage, ainsi que sa romance avec un passager du paquebot,,,. Après le film, une tombe dans un cimetière de Halifax a particulièrement attiré l'attention, celle d'un certain « J. Dawson » dans la section « Titanic » du cimetière de Fairview Lawn. Il ne s'agit pas de Jack Dawson, mais de Joseph Dawson, un soutier mort dans la catastrophe. Par ailleurs, pendant le naufrage du paquebot, on peut apercevoir le milliardaire John Jacob Astor dans le Grand Escalier, peu avant que le dôme en verre ne se brise sous la pression de l'eau. Or, ce dernier n'a pas coulé avec le navire, puisque son corps fut retrouvé une semaine plus tard par le Mackay-Bennett. Son corps était mutilé et plein de suie, ce qui laissa supposer qu'il avait été écrasé par la chute d'une cheminée. Cette thèse fut néanmoins infirmée par l'historien George Behe. Ce dernier ayant vu les comptes rendus de ceux ayant repêché le corps, presque intact[réf. nécessaire].

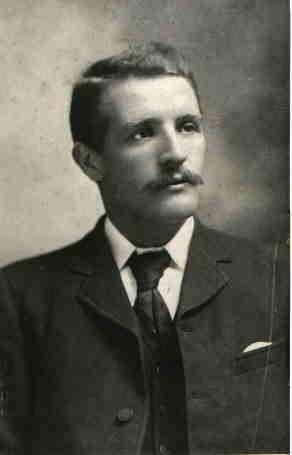
La représentation de la mort de William Murdoch a prêté à polémique.

Le film mettant en scène des personnages historiques, il arrive que certains de leurs actes aillent à l'encontre de la vérité, ou représentent des faits non avérés. Ainsi, le personnage de Bruce Ismay n'est pas présenté sous son meilleur jour, apparaissant comme un prétentieux (il affirme avoir choisi le nom du paquebot, ce qui est faux), ignorant (il ne sait pas qui est Sigmund Freud) et surtout coupable d'avoir fait pression sur le capitaine pour augmenter la vitesse du navire. Ce dernier point n'est à ce jour[Quand ?] pas avéré puisque, si une passagère a témoigné avoir entendu une telle conversation entre Smith et Ismay (et a refusé de confirmer ses dires sous serment), ce dernier s'en est toujours défendu. Plusieurs faits plaident d'ailleurs en sa faveur, et plusieurs historiens prennent maintenant la défense d'Ismay,, qui a par ailleurs été disculpé de toute accusation de faute par les deux commissions d'enquête consécutives au naufrage.
Le fait le plus polémique est cependant la façon dont le film traite la mort du premier officier William Murdoch. Celui-ci tire en effet sur deux hommes avant de retourner l'arme contre lui. Sa famille a émis de vives protestations à l'encontre de cette scène, et Cameron a lui-même émis des regrets à son sujet. Cette scène s'inspire d'une rumeur diffusée par plusieurs journaux de l'époque selon laquelle un officier (généralement supposé être Murdoch) se serait suicidé. Cependant, la thèse a été infirmée par plusieurs témoins. Ainsi, le second officier, Charles Lightoller, a déclaré que Murdoch n'avait pas pu se suicider, car il l'avait vu peu avant le plongeon final du navire. De même, dans son ouvrage Rescapé du « Titanic », Archibald Gracie déclare également que, si des coups de feu avaient été tirés, il les aurait entendus. L'idée de son suicide est donc généralement réfutée. Il a également été supposé que l'officier ayant mis fin à ses jours puisse être Wilde, Moody ou Smith, bien que là encore, des témoignages s'y opposent. Les cadavres d'aucun de ces officiers n'ayant été retrouvés ou identifiés, il est impossible de savoir ce qu'il en est. De plus, aucun des autres cadavres repêchés ne comporte de blessures par balle. Ainsi, si l'hypothèse du suicide ne peut être totalement démentie, il reste très probable que ce ne soit qu'une rumeur.
Dans l'émission Faux Raccord no 35 diffusée par le site AlloCiné, les auteurs de l'émission pointent quelques anachronismes dans le film : Jack évoque une partie de pêche au lac Wissota (Wisconsin, États-Unis). Or, le lac en question est un lac artificiel créé en 1917, soit 5 ans après le naufrage du Titanic. De même, dans sa cabine, Rose déballe un tableau de Picasso, Les Demoiselles d'Avignon. S'il est possible que Rose ait acquis le tableau (peint en 1907), il n'est pas possible que celui-ci ait disparu dans le naufrage du paquebot. En effet, Les Demoiselles d'Avignon a été acheté par le MoMA de New York en 1939. Dans sa version commentée du film en 2005, James Cameron déclare cependant que les tableaux présents dans le film ne sont pas les tableaux susmentionnés, mais des tableaux leur ressemblant fortement, car il avait conscience de ne pas pouvoir faire passer ces tableaux pour les originaux à cause de l'incohérence que cela aurait créé. Il reconnaît cependant son erreur concernant le lac Wissota, déclarant avoir choisi un lac du Wisconsin au hasard sur une carte.
Au début du film, on retrouve le dessin de nu de l’héroïne dans le coffre du Titanic, plein de boue. Or ce dessin, fait au crayon, n’aurait pas survécu à 84 ans dans l’eau de mer.
On peut également être surpris que Spicer Lovejoy, le valet de Caledon Hockley, puisse disposer d'un Colt M1911, tout juste sorti en production à la fin de l'année précédente, et au seul usage de l'armée américaine. Qu'un civil en détienne un, qui plus est, argenté et gravé, tout juste 4 mois après les premières séries, était quasiment impossible, surtout dans un milieu très distingué, puisque cela voudrait vraisemblablement dire qu'il a été forcément acquis de manière frauduleuse.
Dans la version française du film, après la collision du navire, le commandant Smith vient demander aux opérateurs radio, Jack Phillips et Harold Brice d'envoyer le nouveau signal de détresse « SOS », alors qu'en vérité il leur demanda, dans un premier temps, d'utiliser le signal le plus couramment utilisé à l'époque, le « CQD ». Et ce n'est que lors d'un nouveau passage du commandant que l'assistant radio, Bride, un brin moqueur, ne suggéra à son collègue d'envoyer le « SOS », avec ces mots ; « Envoie le SOS, c’est le nouvel appel, et c’est peut-être ta dernière chance de l'envoyer ! », ce qui les fit rire tous les trois. Phillips s'exécuta alors en utilisant ce nouveau code, plus aisément reconnaissable, en alternance avec l'ancien, et l'indicatif du Titanic, MGY ; « CQD, CQD, SOS, Titanic, position 41.44 N 50.24 W... SINKING... ». Dans la version originale en anglais en revanche, ainsi que dans la version québécoise (VQ), le commandant du navire ordonne bien aux opérateurs d'envoyer « CQD ».
Du point de vue de la représentation du naufrage, James Cameron a publié en 2012 un documentaire « Titanic »: The final word qui présente les dernières découvertes sur le naufrage et l'épave. Il explique ainsi quelques erreurs :
- dans le film, le navire se brise en arrière de la troisième cheminée. Or on sait depuis 2011 que le navire s'est coupé juste au devant de cette dernière, donc entre la deuxième et la troisième, autrement dit, au milieu et non entre la troisième et la quatrième[158] ; il faut aussi noter que l’angle du paquebot au moment de sa rupture est exagéré dans le film : en effet la structure n’aurait jamais supporté une telle contrainte et aurait cédé bien avant (angle de rupture estimé entre 19 et 22 degrés, alors que dans le film il est pratiquement à 45 degrés)[réf. nécessaire] ;
- dans le film, après la cassure, la poupe est tirée par la proue et se dresse verticalement avant de couler, toujours à la verticale. En réalité, témoignages d'époque à l'appui, ainsi que les calculs des logiciels de constructions navales ou encore les constatations faites sur l'épave, expliquent que la poupe ne s'est pas dressée, elle est restée « à plat », conservant la gîte sur bâbord. Elle a fini par couler tout en chavirant sur ce côté[158] ;
- toujours dans le film, les fusées de détresse tirées sont de couleur blanche. James Cameron laisse la place au doute quant à la couleur de ces fusées, faute de témoignages clairs, mais surtout parce qu'en 2004, une caisse éventrée de fusées a été retrouvée sur l'épave. Les embouts des fusées, détachés, laissent apparaître à l'intérieur de ces dernières des colorants de natures diverses : orange, bleus, gris[158]... Des recherches plus poussées tendent néanmoins à conclure que les fusées originales étaient bien blanches. History Channel a par ailleurs admis avoir retouché les photos de la caisse dans le but de faire ressortir les couleurs supposées des fusées[159].